# Lista över fornlämningar i Botkyrka kommun
Lista över fornlämningar i Botkyrka kommun är en förteckning av ett urval av de fornlämningar som finns i Botkyrka kommun.

## Botkyrka
| Namn                                             | Lämningstyp             | Tillkomsttid | Historisk indelning    | Plats                              | Läge                 | ID-nr          | Bild                                      |
| ------------------------------------------------ | ----------------------- | ------------ | ---------------------- | ---------------------------------- | -------------------- | -------------- | ----------------------------------------- |
| Skansberget (Botkyrka 1:1)                       | Fornborg                |              | Botkyrka, Södermanland | Sturehov/Skansberg                 | 59.254256, 17.741007 | 10000600010001 | Ladda upp en bild av detta fornminne      |
| Hundhamra fornborg (Botkyrka 7:1)                | Borg                    |              | Botkyrka, Södermanland | Hundhamra                          | 59.257530, 17.795822 | 10000600070001 | Ladda upp en till bild av detta fornminne |
| Gravfält "Hundhamra" (Botkyrka 8:1)              | Gravfält                |              | Botkyrka, Södermanland | Hundhamra                          | 59.256842, 17.796543 | 10000600080001 | Ladda upp en till bild av detta fornminne |
| Botkyrka 13:5                                    | Stensättning            |              | Botkyrka, Södermanland | Norsborg                           | 59.252990, 17.819100 | 10000600130005 | Ladda upp en bild av detta fornminne      |
| Botkyrka 14:1                                    | Stensättning            |              | Botkyrka, Södermanland | Norsborg                           | 59.257156, 17.804084 | 10000600140001 | Ladda upp en bild av detta fornminne      |
| Botkyrka 15:1                                    | Stensättning            |              | Botkyrka, Södermanland | Norsborg, vid Norsborgs vattenverk | 59.246813, 17.796045 | 10000600150001 | Ladda upp en bild av detta fornminne      |
| Botkyrka 15:2                                    | Stensättning            |              | Botkyrka, Södermanland | Norsborg, vid Norsborgs vattenverk | 59.246687, 17.796037 | 10000600150002 | Ladda upp en bild av detta fornminne      |
| Botkyrka 16:1                                    | Gravfält                |              | Botkyrka, Södermanland | Norsborg, vid Norsborgs vattenverk | 59.246533, 17.798762 | 10000600160001 | Ladda upp en bild av detta fornminne      |
| Botkyrka 17:1                                    | Röse                    |              | Botkyrka, Södermanland | Eriksbergsåsen                     | 59.241621, 17.796012 | 10000600170001 | Ladda upp en till bild av detta fornminne |
| Botkyrka 17:2                                    | Stensättning            |              | Botkyrka, Södermanland | Norsborg                           | 59.241462, 17.796405 | 10000600170002 | Ladda upp en bild av detta fornminne      |
| Botkyrka 21:1                                    | Röse                    |              | Botkyrka, Södermanland | Norsborg                           | 59.241749, 17.816233 | 10000600210001 | Ladda upp en bild av detta fornminne      |
| Botkyrka 22:1                                    | Gravfält                |              | Botkyrka, Södermanland | Norsborg                           | 59.240378, 17.806275 | 10000600220001 | Ladda upp en bild av detta fornminne      |
| Hammarby gravfält (Botkyrka 23:1)                | Gravfält                |              | Botkyrka, Södermanland | Hammarby                           | 59.237525, 17.806501 | 10000600230001 | Ladda upp en till bild av detta fornminne |
| Södermanlands runinskrifter 283 (Botkyrka 24:1)  | Runristning             |              | Botkyrka, Södermanland | Botkyrka kyrka                     | 59.239044, 17.817787 | 10000600240001 | Ladda upp en till bild av detta fornminne |
| Södermanlands runinskrifter 285 (Botkyrka 24:2)  | Runristning             |              | Botkyrka, Södermanland | Botkyrka kyrka                     | 59.238965, 17.818693 | 10000600240002 | Ladda upp en till bild av detta fornminne |
| Södermanlands runinskrifter 284 (Botkyrka 24:3)  | Runristning             |              | Botkyrka, Södermanland | Botkyrka kyrka                     | 59.239239, 17.818466 | 10000600240003 | Ladda upp en till bild av detta fornminne |
| Botkyrka 25:1                                    | Röse                    |              | Botkyrka, Södermanland | Norsborg, söder om Botkyrka kyrka  | 59.235887, 17.818317 | 10000600250001 | Ladda upp en bild av detta fornminne      |
| Botkyrka 25:2                                    | Stensättning            |              | Botkyrka, Södermanland | Norsborg, söder om Botkyrka kyrka  | 59.235674, 17.818258 | 10000600250002 | Ladda upp en bild av detta fornminne      |
| Botkyrka 27:1                                    | Stensättning            |              | Botkyrka, Södermanland | Norsborg, söder om Botkyrka kyrka  | 59.235090, 17.813424 | 10000600270001 | Ladda upp en bild av detta fornminne      |
| Botkyrka 28:1                                    | Röse                    |              | Botkyrka, Södermanland | Norsborg, söder om Botkyrka kyrka  | 59.234556, 17.819013 | 10000600280001 | Ladda upp en bild av detta fornminne      |
| Botkyrka 29:1                                    | Gravfält                |              | Botkyrka, Södermanland | vid Anstalten Asptuna              | 59.232260, 17.801363 | 10000600290001 | Ladda upp en bild av detta fornminne      |
| Botkyrka 31:1                                    | Stensättning            |              | Botkyrka, Södermanland | vid Anstalten Asptuna              | 59.231253, 17.799078 | 10000600310001 | Ladda upp en bild av detta fornminne      |
| Botkyrka 32:1                                    | Gravfält                |              | Botkyrka, Södermanland | vid Anstalten Asptuna              | 59.231570, 17.806542 | 10000600320001 | Ladda upp en bild av detta fornminne      |
| Botkyrka 33:1                                    | Gravfält                |              | Botkyrka, Södermanland | vid Ekholmens naturreservat        | 59.230269, 17.810471 | 10000600330001 | Ladda upp en bild av detta fornminne      |
| Botkyrka 35:1                                    | Stensättning            |              | Botkyrka, Södermanland | Skrävsta                           | 59.225361, 17.814727 | 10000600350001 | Ladda upp en bild av detta fornminne      |
| Botkyrka 36:1                                    | Gravfält                |              | Botkyrka, Södermanland | Skrävsta                           | 59.224399, 17.817540 | 10000600360001 | Ladda upp en bild av detta fornminne      |
| Botkyrka 36:2                                    | Stensättning            |              | Botkyrka, Södermanland | Skrävsta                           | 59.225009, 17.815211 | 10000600360002 | Ladda upp en bild av detta fornminne      |
| Botkyrka 36:3                                    | Hällristning            |              | Botkyrka, Södermanland | Skrävsta                           | 59.224531, 17.815430 | 10000600360003 | Ladda upp en bild av detta fornminne      |
| Botkyrka 36:4                                    | Hällristning            |              | Botkyrka, Södermanland | Skrävsta                           | 59.224029, 17.818472 | 10000600360004 | Ladda upp en bild av detta fornminne      |
| Botkyrka 37:1                                    | Stensättning            |              | Botkyrka, Södermanland | Skrävsta                           | 59.222962, 17.814858 | 10000600370001 | Ladda upp en bild av detta fornminne      |
| Botkyrka 40:1                                    | Stensättning            |              | Botkyrka, Södermanland | Lindhov                            | 59.228829, 17.795768 | 10000600400001 | Ladda upp en bild av detta fornminne      |
| Botkyrka 41:1                                    | Stensättning            |              | Botkyrka, Södermanland | Lindhov                            | 59.226832, 17.796760 | 10000600410001 | Ladda upp en bild av detta fornminne      |
| Botkyrka 42:1                                    | Stensättning            |              | Botkyrka, Södermanland | Lindhov                            | 59.227145, 17.795444 | 10000600420001 | Ladda upp en bild av detta fornminne      |
| Botkyrka 43:1                                    | Stensättning            |              | Botkyrka, Södermanland | Lindhov                            | 59.227598, 17.793661 | 10000600430001 | Ladda upp en bild av detta fornminne      |
| Botkyrka 43:2                                    | Stensättning            |              | Botkyrka, Södermanland | Lindhov                            | 59.227666, 17.793980 | 10000600430002 | Ladda upp en bild av detta fornminne      |
| Botkyrka 45:1                                    | Gravfält                |              | Botkyrka, Södermanland | Lindhov                            | 59.224452, 17.796639 | 10000600450001 | Ladda upp en bild av detta fornminne      |
| Botkyrka 46:1                                    | Stensättning            |              | Botkyrka, Södermanland | Lindhov                            | 59.224787, 17.793056 | 10000600460001 | Ladda upp en bild av detta fornminne      |
| Botkyrka 46:2                                    | Hög                     |              | Botkyrka, Södermanland | Lindhov                            | 59.224652, 17.793049 | 10000600460002 | Ladda upp en bild av detta fornminne      |
| Botkyrka 46:3                                    | Stensättning            |              | Botkyrka, Södermanland | Lindhov                            | 59.224657, 17.793347 | 10000600460003 | Ladda upp en bild av detta fornminne      |
| Botkyrka 47:1                                    | Stensättning            |              | Botkyrka, Södermanland | Lindhov                            | 59.224919, 17.791561 | 10000600470001 | Ladda upp en bild av detta fornminne      |
| Botkyrka 48:1                                    | Gravfält                |              | Botkyrka, Södermanland | Lindhov                            | 59.222453, 17.796109 | 10000600480001 | Ladda upp en bild av detta fornminne      |
| Botkyrka 49:1                                    | Gravfält                |              | Botkyrka, Södermanland | Lindhov                            | 59.220427, 17.796459 | 10000600490001 | Ladda upp en bild av detta fornminne      |
| Botkyrka 49:2                                    | Gravfält                |              | Botkyrka, Södermanland | Lindhov                            | 59.220362, 17.797430 | 10000600490002 | Ladda upp en bild av detta fornminne      |
| Botkyrka 49:3                                    | Hällristning            |              | Botkyrka, Södermanland | Lindhov                            | 59.220280, 17.796423 | 10000600490003 | Ladda upp en bild av detta fornminne      |
| Botkyrka 50:2                                    | Hällristning            |              | Botkyrka, Södermanland | Lindhov                            | 59.219818, 17.795088 | 10000600500002 | Ladda upp en bild av detta fornminne      |
| Botkyrka 51:1                                    | Röse                    |              | Botkyrka, Södermanland | Skårdal/Vretarna                   | 59.217578, 17.807509 | 10000600510001 | Ladda upp en bild av detta fornminne      |
| Botkyrka 52:1                                    | Röse                    |              | Botkyrka, Södermanland | Vretarna                           | 59.215907, 17.815846 | 10000600520001 | Ladda upp en bild av detta fornminne      |
| Botkyrka 54:1                                    | Stensättning            |              | Botkyrka, Södermanland | Vretarna                           | 59.215009, 17.814095 | 10000600540001 | Ladda upp en bild av detta fornminne      |
| Botkyrka 55:1                                    | Stensättning            |              | Botkyrka, Södermanland | Skårdal/Vretarna                   | 59.215410, 17.803607 | 10000600550001 | Ladda upp en bild av detta fornminne      |
| Botkyrka 56:1                                    | Gravfält                |              | Botkyrka, Södermanland | Lindhov                            | 59.222087, 17.789315 | 10000600560001 | Ladda upp en bild av detta fornminne      |
| Botkyrka 57:1                                    | Gravfält                |              | Botkyrka, Södermanland | Granmora/Vretarna                  | 59.214448, 17.797791 | 10000600570001 | Ladda upp en bild av detta fornminne      |
| Södermanlands runinskrifter 305 (Botkyrka 58:1)  | Runristning             | 1000-talet   | Botkyrka, Södermanland | Uttran                             | 59.197993, 17.801639 | 10000600580001 | Ladda upp en till bild av detta fornminne |
| Botkyrka 59:1                                    | Stensättning            |              | Botkyrka, Södermanland | Vretarna                           | 59.211457, 17.806728 | 10000600590001 | Ladda upp en bild av detta fornminne      |
| Botkyrka 59:2                                    | Stensättning            |              | Botkyrka, Södermanland | Vretarna                           | 59.211334, 17.806494 | 10000600590002 | Ladda upp en bild av detta fornminne      |
| Botkyrka 60:1                                    | Hög                     |              | Botkyrka, Södermanland | Vretarna                           | 59.210595, 17.806057 | 10000600600001 | Ladda upp en bild av detta fornminne      |
| Botkyrka 61:1                                    | Stensättning            |              | Botkyrka, Södermanland | Vretarna                           | 59.212753, 17.817941 | 10000600610001 | Ladda upp en bild av detta fornminne      |
| Botkyrka 61:2                                    | Stensättning            |              | Botkyrka, Södermanland | Vretarna                           | 59.212500, 17.818103 | 10000600610002 | Ladda upp en bild av detta fornminne      |
| Botkyrka 61:3                                    | Stensättning            |              | Botkyrka, Södermanland | Vretarna                           | 59.212559, 17.818351 | 10000600610003 | Ladda upp en bild av detta fornminne      |
| Botkyrka 62:1                                    | Stensättning            |              | Botkyrka, Södermanland | Vretarna                           | 59.209226, 17.817877 | 10000600620001 | Ladda upp en bild av detta fornminne      |
| Botkyrka 63:1                                    | Stensättning            |              | Botkyrka, Södermanland | Lill-Tumba gård                    | 59.206319, 17.816285 | 10000600630001 | Ladda upp en bild av detta fornminne      |
| Botkyrka 63:2                                    | Stensättning            |              | Botkyrka, Södermanland | Lill-Tumba gård                    | 59.206183, 17.816401 | 10000600630002 | Ladda upp en bild av detta fornminne      |
| Botkyrka 63:3                                    | Stensättning            |              | Botkyrka, Södermanland | Lill-Tumba gård                    | 59.205770, 17.816416 | 10000600630003 | Ladda upp en bild av detta fornminne      |
| Botkyrka 63:4                                    | Stensättning            |              | Botkyrka, Södermanland | Lill-Tumba gård                    | 59.205578, 17.816687 | 10000600630004 | Ladda upp en bild av detta fornminne      |
| Botkyrka 64:1                                    | Röse                    |              | Botkyrka, Södermanland | Hallunda                           | 59.257973, 17.831760 | 10000600640001 | Ladda upp en bild av detta fornminne      |
| Botkyrka 64:2                                    | Röse                    |              | Botkyrka, Södermanland | Hallunda                           | 59.257981, 17.832427 | 10000600640002 | Ladda upp en bild av detta fornminne      |
| Botkyrka 65:1                                    | Gravfält                |              | Botkyrka, Södermanland | Slagsta                            | 59.258387, 17.838361 | 10000600650001 | Ladda upp en till bild av detta fornminne |
| Botkyrka 66:1                                    | Gravfält                |              | Botkyrka, Södermanland | Slagsta                            | 59.257162, 17.836242 | 10000600660001 | Ladda upp en bild av detta fornminne      |
| Botkyrka 69:1                                    | Grav- och boplatsområde |              | Botkyrka, Södermanland | Hallunda                           | 59.255041, 17.821042 | 10000600690001 | Ladda upp en bild av detta fornminne      |
| Botkyrka 70:1                                    | Röse                    |              | Botkyrka, Södermanland | Hallunda                           | 59.255317, 17.826432 | 10000600700001 | Ladda upp en till bild av detta fornminne |
| Botkyrka 70:2                                    | Stensättning            |              | Botkyrka, Södermanland | Hallunda                           | 59.255849, 17.826335 | 10000600700002 | Ladda upp en bild av detta fornminne      |
| Botkyrka 74:1                                    | Gravfält                |              | Botkyrka, Södermanland | Hallunda                           | 59.252650, 17.828826 | 10000600740001 | Ladda upp en bild av detta fornminne      |
| Hallunda gårds gravfält (Botkyrka 75:1)          | Gravfält                |              | Botkyrka, Södermanland | Hallunda                           | 59.252240, 17.832326 | 10000600750001 | Ladda upp en till bild av detta fornminne |
| Botkyrka 76:1                                    | Gravfält                |              | Botkyrka, Södermanland | Hallunda                           | 59.250857, 17.825722 | 10000600760001 | Ladda upp en till bild av detta fornminne |
| Botkyrka 77:1                                    | Stensättning            |              | Botkyrka, Södermanland | Slagsta                            | 59.254184, 17.842372 | 10000600770001 | Ladda upp en bild av detta fornminne      |
| Botkyrka 78:1                                    | Stensättning            |              | Botkyrka, Södermanland | Slagsta                            | 59.254179, 17.841088 | 10000600780001 | Ladda upp en bild av detta fornminne      |
| Botkyrka 88:1                                    | Röse                    |              | Botkyrka, Södermanland | Eriksbergsåsen                     | 59.241359, 17.824766 | 10000600880001 | Ladda upp en till bild av detta fornminne |
| Botkyrka 89:1                                    | Röse                    |              | Botkyrka, Södermanland | Eriksberg                          | 59.241372, 17.833338 | 10000600890001 | Ladda upp en bild av detta fornminne      |
| Botkyrka 89:2                                    | Stensättning            |              | Botkyrka, Södermanland | Eriksberg                          | 59.241537, 17.833768 | 10000600890002 | Ladda upp en bild av detta fornminne      |
| Botkyrka 89:3                                    | Stensättning            |              | Botkyrka, Södermanland | Eriksberg                          | 59.241489, 17.833976 | 10000600890003 | Ladda upp en bild av detta fornminne      |
| Botkyrka 90:1                                    | Gravfält                |              | Botkyrka, Södermanland | Eriksberg                          | 59.240668, 17.831449 | 10000600900001 | Ladda upp en bild av detta fornminne      |
| Botkyrka 92:1                                    | Gravfält                |              | Botkyrka, Södermanland | Eriksberg                          | 59.238676, 17.830445 | 10000600920001 | Ladda upp en bild av detta fornminne      |
| Botkyrka 93:1                                    | Gravfält                |              | Botkyrka, Södermanland | Eriksberg                          | 59.237810, 17.829935 | 10000600930001 | Ladda upp en bild av detta fornminne      |
| Botkyrka 102:1                                   | Gravfält                |              | Botkyrka, Södermanland | Skrävsta                           | 59.225728, 17.822507 | 10000601020001 | Ladda upp en bild av detta fornminne      |
| Södermanlands runinskrifter 288 (Botkyrka 103:1) | Runristning             | 1000-talet   | Botkyrka, Södermanland | Hågelby gård                       | 59.221864, 17.831912 | 10000601030001 | Ladda upp en till bild av detta fornminne |
| Kyrkkulla gravfält (Botkyrka 104:1)              | Gravfält                |              | Botkyrka, Södermanland | Hågelby gård                       | 59.224844, 17.826804 | 10000601040001 | Ladda upp en till bild av detta fornminne |
| Botkyrka 105:1                                   | Fornborg                |              | Botkyrka, Södermanland | Skrävsta                           | 59.228488, 17.820131 | 10000601050001 | Ladda upp en bild av detta fornminne      |
| Botkyrka 106:1                                   | Röse                    |              | Botkyrka, Södermanland | Skrävsta                           | 59.230337, 17.823721 | 10000601060001 | Ladda upp en bild av detta fornminne      |
| Botkyrka 106:2                                   | Stensättning            |              | Botkyrka, Södermanland | Skrävsta                           | 59.230105, 17.824003 | 10000601060002 | Ladda upp en bild av detta fornminne      |
| Botkyrka 109:1                                   | Röse                    |              | Botkyrka, Södermanland | Hågelby                            | 59.226408, 17.832743 | 10000601090001 | Ladda upp en bild av detta fornminne      |
| Botkyrka 109:2                                   | Röse                    |              | Botkyrka, Södermanland | Hågelby                            | 59.226378, 17.833021 | 10000601090002 | Ladda upp en bild av detta fornminne      |
| Botkyrka 109:3                                   | Stensättning            |              | Botkyrka, Södermanland | Hågelby                            | 59.226262, 17.833090 | 10000601090003 | Ladda upp en bild av detta fornminne      |
| Botkyrka 110:1                                   | Fornborg                |              | Botkyrka, Södermanland | Skrävsta/Hågelby                   | 59.228940, 17.830800 | 10000601100001 | Ladda upp en bild av detta fornminne      |
| Botkyrka 111:1                                   | Gravfält                |              | Botkyrka, Södermanland | Hågelby                            | 59.225392, 17.836202 | 10000601110001 | Ladda upp en bild av detta fornminne      |
| Botkyrka 112:1                                   | Stensättning            |              | Botkyrka, Södermanland | Alby                               | 59.232274, 17.841711 | 10000601120001 | Ladda upp en bild av detta fornminne      |
| Botkyrka 112:2                                   | Stensättning            |              | Botkyrka, Södermanland | Alby                               | 59.232177, 17.841519 | 10000601120002 | Ladda upp en bild av detta fornminne      |
| Botkyrka 112:3                                   | Stensättning            |              | Botkyrka, Södermanland | Alby                               | 59.232166, 17.841946 | 10000601120003 | Ladda upp en bild av detta fornminne      |
| Botkyrka 112:4                                   | Stensättning            |              | Botkyrka, Södermanland | Alby                               | 59.231718, 17.841470 | 10000601120004 | Ladda upp en bild av detta fornminne      |
| Botkyrka 112:5                                   | Hällristning            |              | Botkyrka, Södermanland | Alby                               | 59.231777, 17.841270 | 10000601120005 | Ladda upp en bild av detta fornminne      |
| Botkyrka 112:6                                   | Hällristning            |              | Botkyrka, Södermanland | Alby                               | 59.231414, 17.841067 | 10000601120006 | Ladda upp en bild av detta fornminne      |
| Botkyrka 117:1                                   | Stensättning            |              | Botkyrka, Södermanland | Alby                               | 59.233309, 17.849076 | 10000601170001 | Ladda upp en bild av detta fornminne      |
| Botkyrka 117:2                                   | Stensättning            |              | Botkyrka, Södermanland | Alby                               | 59.233320, 17.848551 | 10000601170002 | Ladda upp en bild av detta fornminne      |
| Botkyrka 117:3                                   | Stensättning            |              | Botkyrka, Södermanland | Alby                               | 59.233313, 17.848754 | 10000601170003 | Ladda upp en bild av detta fornminne      |
| Botkyrka 117:4                                   | Stensättning            |              | Botkyrka, Södermanland | Alby                               | 59.233008, 17.848800 | 10000601170004 | Ladda upp en bild av detta fornminne      |
| Botkyrka 120:1                                   | Stensättning            |              | Botkyrka, Södermanland | Alby                               | 59.231286, 17.853235 | 10000601200001 | Ladda upp en bild av detta fornminne      |
| Botkyrka 120:2                                   | Stensättning            |              | Botkyrka, Södermanland | Alby                               | 59.231262, 17.853429 | 10000601200002 | Ladda upp en bild av detta fornminne      |
| Botkyrka 120:3                                   | Stensättning            |              | Botkyrka, Södermanland | Alby                               | 59.231183, 17.853228 | 10000601200003 | Ladda upp en bild av detta fornminne      |
| Botkyrka 121:1                                   | Röse                    |              | Botkyrka, Södermanland | Alby                               | 59.230429, 17.851031 | 10000601210001 | Ladda upp en bild av detta fornminne      |
| Botkyrka 122:1                                   | Stensättning            |              | Botkyrka, Södermanland | Alby                               | 59.230565, 17.853786 | 10000601220001 | Ladda upp en bild av detta fornminne      |
| Botkyrka 122:2                                   | Stensättning            |              | Botkyrka, Södermanland | Alby                               | 59.230377, 17.853687 | 10000601220002 | Ladda upp en bild av detta fornminne      |
| Botkyrka 122:3                                   | Stensättning            |              | Botkyrka, Södermanland | Alby                               | 59.230510, 17.854503 | 10000601220003 | Ladda upp en bild av detta fornminne      |
| Botkyrka 123:1                                   | Stensättning            |              | Botkyrka, Södermanland | Alby                               | 59.230109, 17.848597 | 10000601230001 | Ladda upp en bild av detta fornminne      |
| Botkyrka 123:2                                   | Stensättning            |              | Botkyrka, Södermanland | Alby                               | 59.230149, 17.848829 | 10000601230002 | Ladda upp en bild av detta fornminne      |
| Botkyrka 123:3                                   | Stensättning            |              | Botkyrka, Södermanland | Alby                               | 59.229967, 17.848793 | 10000601230003 | Ladda upp en bild av detta fornminne      |
| Botkyrka 124:1                                   | Gravfält                |              | Botkyrka, Södermanland | Alby                               | 59.228987, 17.849890 | 10000601240001 | Ladda upp en bild av detta fornminne      |
| Botkyrka 126:1                                   | Stensättning            |              | Botkyrka, Södermanland | Alby                               | 59.232963, 17.854511 | 10000601260001 | Ladda upp en till bild av detta fornminne |
| Botkyrka 126:2                                   | Stensättning            |              | Botkyrka, Södermanland | Alby                               | 59.233031, 17.854665 | 10000601260002 | Ladda upp en till bild av detta fornminne |
| Botkyrka 127:1                                   | Fornborg                |              | Botkyrka, Södermanland | Alby                               | 59.230381, 17.862921 | 10000601270001 | Ladda upp en till bild av detta fornminne |
| Botkyrka 128:1                                   | Gravfält                |              | Botkyrka, Södermanland | Alby                               | 59.234121, 17.862414 | 10000601280001 | Ladda upp en bild av detta fornminne      |
| Botkyrka 129:1                                   | Gravfält                |              | Botkyrka, Södermanland | Alby                               | 59.230013, 17.857321 | 10000601290001 | Ladda upp en bild av detta fornminne      |
| Botkyrka 130:1                                   | Gravfält                |              | Botkyrka, Södermanland | Alby                               | 59.228593, 17.845790 | 10000601300001 | Ladda upp en bild av detta fornminne      |
| Botkyrka 132:1                                   | Stensättning            |              | Botkyrka, Södermanland | Alby                               | 59.229204, 17.843735 | 10000601320001 | Ladda upp en bild av detta fornminne      |
| Botkyrka 132:3                                   | Stensättning            |              | Botkyrka, Södermanland | Alby                               | 59.228995, 17.843059 | 10000601320003 | Ladda upp en bild av detta fornminne      |
| Botkyrka 132:5                                   | Stensättning            |              | Botkyrka, Södermanland | Alby                               | 59.228856, 17.843560 | 10000601320005 | Ladda upp en bild av detta fornminne      |
| Botkyrka 134:1                                   | Gravfält                |              | Botkyrka, Södermanland | Alby/Älvesta                       | 59.224529, 17.846512 | 10000601340001 | Ladda upp en bild av detta fornminne      |
| Botkyrka 135:1                                   | Stensättning            |              | Botkyrka, Södermanland | Hågelby                            | 59.220423, 17.833957 | 10000601350001 | Ladda upp en bild av detta fornminne      |
| Botkyrka 135:2                                   | Stensättning            |              | Botkyrka, Södermanland | Hågelby                            | 59.220269, 17.834000 | 10000601350002 | Ladda upp en bild av detta fornminne      |
| Botkyrka 135:3                                   | Stensättning            |              | Botkyrka, Södermanland | Hågelby                            | 59.220278, 17.833703 | 10000601350003 | Ladda upp en bild av detta fornminne      |
| Botkyrka 136:1                                   | Stensättning            |              | Botkyrka, Södermanland | Hågelby                            | 59.220450, 17.834831 | 10000601360001 | Ladda upp en bild av detta fornminne      |
| Botkyrka 137:1                                   | Stensättning            |              | Botkyrka, Södermanland | Hågelby                            | 59.220197, 17.835621 | 10000601370001 | Ladda upp en bild av detta fornminne      |
| Botkyrka 137:2                                   | Stensättning            |              | Botkyrka, Södermanland | Hågelby                            | 59.220409, 17.836079 | 10000601370002 | Ladda upp en bild av detta fornminne      |
| Botkyrka 137:3                                   | Stensättning            |              | Botkyrka, Södermanland | Hågelby                            | 59.220484, 17.835887 | 10000601370003 | Ladda upp en bild av detta fornminne      |
| Botkyrka 139:1                                   | Stensättning            |              | Botkyrka, Södermanland | Hågelby                            | 59.219747, 17.844124 | 10000601390001 | Ladda upp en bild av detta fornminne      |
| Botkyrka 140:1                                   | Röse                    |              | Botkyrka, Södermanland | Hågelby                            | 59.220281, 17.838846 | 10000601400001 | Ladda upp en bild av detta fornminne      |
| Botkyrka 140:2                                   | Röse                    |              | Botkyrka, Södermanland | Hågelby                            | 59.220349, 17.838548 | 10000601400002 | Ladda upp en bild av detta fornminne      |
| Botkyrka 140:3                                   | Stensättning            |              | Botkyrka, Södermanland | Hågelby                            | 59.220484, 17.838301 | 10000601400003 | Ladda upp en bild av detta fornminne      |
| Botkyrka 140:4                                   | Stensättning            |              | Botkyrka, Södermanland | Hågelby                            | 59.220616, 17.838004 | 10000601400004 | Ladda upp en bild av detta fornminne      |
| Botkyrka 141:1                                   | Stensättning            |              | Botkyrka, Södermanland | Hågelby/Lilla Dalen                | 59.220912, 17.849474 | 10000601410001 | Ladda upp en bild av detta fornminne      |
| Botkyrka 142:1                                   | Gravfält                |              | Botkyrka, Södermanland | Hågelby/Älvesta                    | 59.222119, 17.852898 | 10000601420001 | Ladda upp en bild av detta fornminne      |
| Botkyrka 142:2                                   | Stensättning            |              | Botkyrka, Södermanland | Hågelby/Älvesta                    | 59.222546, 17.854636 | 10000601420002 | Ladda upp en bild av detta fornminne      |
| Botkyrka 142:3                                   | Stensättning            |              | Botkyrka, Södermanland | Hågelby/Älvesta                    | 59.222578, 17.854897 | 10000601420003 | Ladda upp en bild av detta fornminne      |
| Botkyrka 144:1                                   | Gravfält                |              | Botkyrka, Södermanland | Hågelby                            | 59.219817, 17.830876 | 10000601440001 | Ladda upp en bild av detta fornminne      |
| Botkyrka 145:1                                   | Hög                     |              | Botkyrka, Södermanland | Hågelby                            | 59.221693, 17.830907 | 10000601450001 | Ladda upp en bild av detta fornminne      |
| Botkyrka 146:1                                   | Stensättning            |              | Botkyrka, Södermanland | Hågelby                            | 59.217382, 17.837430 | 10000601460001 | Ladda upp en bild av detta fornminne      |
| Botkyrka 147:1                                   | Stensättning            |              | Botkyrka, Södermanland | Hågelby/Loviseberg                 | 59.217265, 17.831408 | 10000601470001 | Ladda upp en bild av detta fornminne      |
| Botkyrka 148:1                                   | Stensättning            |              | Botkyrka, Södermanland | Hågelby                            | 59.217334, 17.832838 | 10000601480001 | Ladda upp en bild av detta fornminne      |
| Botkyrka 148:2                                   | Stensättning            |              | Botkyrka, Södermanland | Hågelby                            | 59.217559, 17.832680 | 10000601480002 | Ladda upp en bild av detta fornminne      |
| Botkyrka 148:3                                   | Stensättning            |              | Botkyrka, Södermanland | Hågelby                            | 59.217372, 17.832714 | 10000601480003 | Ladda upp en bild av detta fornminne      |
| Botkyrka 149:1                                   | Stensättning            |              | Botkyrka, Södermanland | Vretarna                           | 59.214274, 17.824055 | 10000601490001 | Ladda upp en bild av detta fornminne      |
| Botkyrka 150:1                                   | Stensättning            |              | Botkyrka, Södermanland | Vretarna                           | 59.215094, 17.822076 | 10000601500001 | Ladda upp en bild av detta fornminne      |
| Botkyrka 152:1                                   | Stensättning            |              | Botkyrka, Södermanland | Vretarna                           | 59.211343, 17.824964 | 10000601520001 | Ladda upp en bild av detta fornminne      |
| Botkyrka 153:1                                   | Gravfält                |              | Botkyrka, Södermanland | Loviseberg                         | 59.214715, 17.834186 | 10000601530001 | Ladda upp en bild av detta fornminne      |
| Botkyrka 155:1                                   | Röse                    |              | Botkyrka, Södermanland | Loviseberg                         | 59.215640, 17.841163 | 10000601550001 | Ladda upp en till bild av detta fornminne |
| Botkyrka 155:2                                   | Stensättning            |              | Botkyrka, Södermanland | Loviseberg                         | 59.215613, 17.840671 | 10000601550002 | Ladda upp en till bild av detta fornminne |
| Botkyrka 157:1                                   | Gravfält                |              | Botkyrka, Södermanland | Loviseberg                         | 59.212351, 17.829731 | 10000601570001 | Ladda upp en bild av detta fornminne      |
| Södermanlands runinskrifter 289 (Botkyrka 158:1) | Runristning             | 1000-talet   | Botkyrka, Södermanland | Hamra gård                         | 59.205808, 17.850038 | 10000601580001 | Ladda upp en till bild av detta fornminne |
| Botkyrka 162:1                                   | Fornborg                |              | Botkyrka, Södermanland | Alby/Älvesta                       | 59.230482, 17.867460 | 10000601620001 | Ladda upp en till bild av detta fornminne |
| Botkyrka 164:1                                   | Grav- och boplatsområde |              | Botkyrka, Södermanland | Alby                               | 59.235586, 17.855817 | 10000601640001 | Ladda upp en bild av detta fornminne      |
| Botkyrka 172:1                                   | Stensättning            |              | Botkyrka, Södermanland | Alby                               | 59.241443, 17.856638 | 10000601720001 | Ladda upp en bild av detta fornminne      |
| Botkyrka 175:1                                   | Stensättning            |              | Botkyrka, Södermanland | Alby/Fittja                        | 59.242463, 17.866283 | 10000601750001 | Ladda upp en bild av detta fornminne      |
| Botkyrka 175:2                                   | Stensättning            |              | Botkyrka, Södermanland | Alby/Fittja                        | 59.242869, 17.866183 | 10000601750002 | Ladda upp en bild av detta fornminne      |
| Botkyrka 182:1                                   | Stensättning            |              | Botkyrka, Södermanland | Lilla Dalen                        | 59.220681, 17.861760 | 10000601820001 | Ladda upp en bild av detta fornminne      |
| Botkyrka 183:1                                   | Stensättning            |              | Botkyrka, Södermanland | Nackdala                           | 59.208977, 17.827480 | 10000601830001 | Ladda upp en bild av detta fornminne      |
| Botkyrka 183:2                                   | Stensättning            |              | Botkyrka, Södermanland | Nackdala                           | 59.208850, 17.827542 | 10000601830002 | Ladda upp en bild av detta fornminne      |
| Botkyrka 183:3                                   | Stensättning            |              | Botkyrka, Södermanland | Nackdala                           | 59.208444, 17.827185 | 10000601830003 | Ladda upp en bild av detta fornminne      |
| Botkyrka 184:1                                   | Gravfält                |              | Botkyrka, Södermanland | Nackdala                           | 59.207894, 17.828508 | 10000601840001 | Ladda upp en bild av detta fornminne      |
| Botkyrka 185:1                                   | Stensättning            |              | Botkyrka, Södermanland | Vretarna                           | 59.208589, 17.819066 | 10000601850001 | Ladda upp en bild av detta fornminne      |
| Botkyrka 185:2                                   | Stensättning            |              | Botkyrka, Södermanland | Vretarna                           | 59.208502, 17.819232 | 10000601850002 | Ladda upp en bild av detta fornminne      |
| Botkyrka 186:1                                   | Gravfält                |              | Botkyrka, Södermanland | Lill-Tumba gård                    | 59.204641, 17.821215 | 10000601860001 | Ladda upp en bild av detta fornminne      |
| Botkyrka 187:1                                   | Röse                    |              | Botkyrka, Södermanland | Hamra gård                         | 59.210078, 17.859363 | 10000601870001 | Ladda upp en bild av detta fornminne      |
| Botkyrka 188:1                                   | Hög                     |              | Botkyrka, Södermanland | Hamra gård                         | 59.209430, 17.858220 | 10000601880001 | Ladda upp en bild av detta fornminne      |
| Botkyrka 189:1                                   | Gravfält                |              | Botkyrka, Södermanland | Hamra gård                         | 59.209274, 17.859897 | 10000601890001 | Ladda upp en bild av detta fornminne      |
| Botkyrka 190:1                                   | Gravfält                |              | Botkyrka, Södermanland | Hamra gård                         | 59.205027, 17.850618 | 10000601900001 | Ladda upp en bild av detta fornminne      |
| Botkyrka 192:3                                   | Stensättning            |              | Botkyrka, Södermanland | Tunaholm/Loviseberg                | 59.216232, 17.828642 | 10000601920003 | Ladda upp en bild av detta fornminne      |
| Botkyrka 192:4                                   | Hög                     |              | Botkyrka, Södermanland | Tunaholm/Loviseberg                | 59.216079, 17.828559 | 10000601920004 | Ladda upp en bild av detta fornminne      |
| Botkyrka 194:1                                   | Gravfält                |              | Botkyrka, Södermanland | Vita villorna                      | 59.207874, 17.872657 | 10000601940001 | Ladda upp en bild av detta fornminne      |
| Botkyrka 195:1                                   | Fornborg                |              | Botkyrka, Södermanland | Vita villorna                      | 59.209055, 17.868690 | 10000601950001 | Ladda upp en bild av detta fornminne      |
| Botkyrka 196:1                                   | Fornborg                |              | Botkyrka, Södermanland | Vretarna                           | 59.213869, 17.825275 | 10000601960001 | Ladda upp en bild av detta fornminne      |
| Botkyrka 208:1                                   | Gravfält                |              | Botkyrka, Södermanland | Lida/Riksten                       | 59.163269, 17.896239 | 10000602080001 | Ladda upp en bild av detta fornminne      |
| Botkyrka 209:1                                   | Stensättning            |              | Botkyrka, Södermanland | Lida/Riksten                       | 59.162894, 17.894911 | 10000602090001 | Ladda upp en bild av detta fornminne      |
| Botkyrka 222:1                                   | Stensättning            |              | Botkyrka, Södermanland | Norra Riksten                      | 59.187167, 17.909417 | 10000602220001 | Ladda upp en bild av detta fornminne      |
| Botkyrka 222:2                                   | Stensättning            |              | Botkyrka, Södermanland | Norra Riksten                      | 59.187040, 17.909484 | 10000602220002 | Ladda upp en bild av detta fornminne      |
| Botkyrka 224:1                                   | Gravfält                |              | Botkyrka, Södermanland | Tullinge                           | 59.206727, 17.894757 | 10000602240001 | Ladda upp en bild av detta fornminne      |
| Botkyrka 226:1                                   | Gravfält                |              | Botkyrka, Södermanland | Tullinge kyrka                     | 59.211522, 17.882288 | 10000602260001 | Ladda upp en bild av detta fornminne      |
| Botkyrka 228:1                                   | Gravfält                |              | Botkyrka, Södermanland | Tullinge                           | 59.210466, 17.892176 | 10000602280001 | Ladda upp en bild av detta fornminne      |
| Botkyrka 231:1                                   | Stensättning            |              | Botkyrka, Södermanland | Tullinge gård                      | 59.213661, 17.892618 | 10000602310001 | Ladda upp en bild av detta fornminne      |
| Botkyrka 232:1                                   | Gravfält                |              | Botkyrka, Södermanland | Tullinge                           | 59.206191, 17.899065 | 10000602320001 | Ladda upp en bild av detta fornminne      |
| "Skansberget" (Botkyrka 234:1)                   | Fornborg                |              | Botkyrka, Södermanland | Tullinge Parkhem                   | 59.220979, 17.879754 | 10000602340001 | Ladda upp en till bild av detta fornminne |
| Botkyrka 238:1                                   | Stensättning            |              | Botkyrka, Södermanland | Tullinge gård                      | 59.214088, 17.892718 | 10000602380001 | Ladda upp en bild av detta fornminne      |
| Botkyrka 238:2                                   | Stensättning            |              | Botkyrka, Södermanland | Tullinge gård                      | 59.213933, 17.892800 | 10000602380002 | Ladda upp en bild av detta fornminne      |
| Botkyrka 239:1                                   | Gravfält                |              | Botkyrka, Södermanland | Alby                               | 59.230665, 17.848398 | 10000602390001 | Ladda upp en bild av detta fornminne      |
| Botkyrka 240:1                                   | Hög                     |              | Botkyrka, Södermanland | Alby/Älvesta                       | 59.229282, 17.854460 | 10000602400001 | Ladda upp en bild av detta fornminne      |
| Botkyrka 240:2                                   | Hög                     |              | Botkyrka, Södermanland | Alby/Älvesta                       | 59.229197, 17.854553 | 10000602400002 | Ladda upp en bild av detta fornminne      |
| Botkyrka 240:3                                   | Hällristning            |              | Botkyrka, Södermanland | Alby/Älvesta                       | 59.229133, 17.854674 | 10000602400003 | Ladda upp en bild av detta fornminne      |
| Botkyrka 241:1                                   | Stensättning            |              | Botkyrka, Södermanland | Hågelby                            | 59.220977, 17.833220 | 10000602410001 | Ladda upp en bild av detta fornminne      |
| Botkyrka 242:1                                   | Gravfält                |              | Botkyrka, Södermanland | Skrävsta                           | 59.224871, 17.819637 | 10000602420001 | Ladda upp en bild av detta fornminne      |
| Botkyrka 243:1                                   | Stensättning            |              | Botkyrka, Södermanland | Skrävsta                           | 59.224573, 17.820782 | 10000602430001 | Ladda upp en bild av detta fornminne      |
| Botkyrka 244:1                                   | Gravfält                |              | Botkyrka, Södermanland | Alby                               | 59.231012, 17.838333 | 10000602440001 | Ladda upp en bild av detta fornminne      |
| Botkyrka 248:1                                   | Fornborg                |              | Botkyrka, Södermanland | Lida/Åtorp                         | 59.159512, 17.903053 | 10000602480001 | Ladda upp en bild av detta fornminne      |
| Botkyrka 249:1                                   | Gravfält                |              | Botkyrka, Södermanland | Riksten                            | 59.169156, 17.917975 | 10000602490001 | Ladda upp en bild av detta fornminne      |
| Botkyrka 257:1                                   | Hällristning            |              | Botkyrka, Södermanland | Granmora                           | 59.208912, 17.793339 | 10000602570001 | Ladda upp en bild av detta fornminne      |
| Botkyrka 258:1                                   | Stensättning            |              | Botkyrka, Södermanland | Hallunda/Norsborg                  | 59.249503, 17.823123 | 10000602580001 | Ladda upp en bild av detta fornminne      |
| Botkyrka 258:2                                   | Stensättning            |              | Botkyrka, Södermanland | Hallunda/Norsborg                  | 59.249411, 17.823223 | 10000602580002 | Ladda upp en bild av detta fornminne      |
| Botkyrka 260:1                                   | Gravfält                |              | Botkyrka, Södermanland | Norsborg                           | 59.251541, 17.813727 | 10000602600001 | Ladda upp en bild av detta fornminne      |
| Botkyrka 261:1                                   | Gravfält                |              | Botkyrka, Södermanland | Riksten                            | 59.171255, 17.935806 | 10000602610001 | Ladda upp en bild av detta fornminne      |
| Botkyrka 264:2                                   | Stensättning            |              | Botkyrka, Södermanland | Alby                               | 59.232510, 17.857821 | 10000602640002 | Ladda upp en till bild av detta fornminne |
| Botkyrka 268:1                                   | Grav- och boplatsområde |              | Botkyrka, Södermanland | Skäcklinge/Finkmosseberget         | 59.176439, 17.823759 | 10000602680001 | Ladda upp en bild av detta fornminne      |
| Botkyrka 273:1                                   | Stensättning            |              | Botkyrka, Södermanland | Skrävsta/Hågelby                   | 59.227230, 17.829103 | 10000602730001 | Ladda upp en bild av detta fornminne      |
| Botkyrka 273:2                                   | Stensättning            |              | Botkyrka, Södermanland | Skrävsta/Hågelby                   | 59.226951, 17.829873 | 10000602730002 | Ladda upp en bild av detta fornminne      |
| Botkyrka 273:3                                   | Stensättning            |              | Botkyrka, Södermanland | Skrävsta/Hågelby                   | 59.226725, 17.830389 | 10000602730003 | Ladda upp en bild av detta fornminne      |
| Botkyrka 273:4                                   | Stensättning            |              | Botkyrka, Södermanland | Skrävsta/Hågelby                   | 59.226557, 17.829512 | 10000602730004 | Ladda upp en bild av detta fornminne      |
| Botkyrka 277:1                                   | Stensättning            |              | Botkyrka, Södermanland | Hågelby/Lilla Dalen                | 59.220435, 17.847848 | 10000602770001 | Ladda upp en bild av detta fornminne      |
| Botkyrka 277:2                                   | Stensättning            |              | Botkyrka, Södermanland | Hågelby/Lilla Dalen                | 59.220351, 17.847671 | 10000602770002 | Ladda upp en bild av detta fornminne      |
| Botkyrka 278:1                                   | Stensättning            |              | Botkyrka, Södermanland | Vretarna                           | 59.214081, 17.804642 | 10000602780001 | Ladda upp en bild av detta fornminne      |
| Slagstaristningen (Botkyrka 279:1)               | Hällristning            |              | Botkyrka, Södermanland | Slagsta                            | 59.250890, 17.849972 | 10000602790001 | Ladda upp en till bild av detta fornminne |
| Botkyrka 281:1                                   | Gravfält                |              | Botkyrka, Södermanland | Lindhov                            | 59.228225, 17.787872 | 10000602810001 | Ladda upp en bild av detta fornminne      |
| Botkyrka 288:1                                   | Stensättning            |              | Botkyrka, Södermanland | vid Ekholmens naturreservat        | 59.230658, 17.808378 | 10000602880001 | Ladda upp en bild av detta fornminne      |
| Botkyrka 289:1                                   | Stensättning            |              | Botkyrka, Södermanland | Skäcklinge/Finkmosseberget         | 59.175986, 17.822227 | 10000602890001 | Ladda upp en bild av detta fornminne      |
| Botkyrka 291:1                                   | Stensättning            |              | Botkyrka, Södermanland | Hamra gård                         | 59.207424, 17.841166 | 10000602910001 | Ladda upp en bild av detta fornminne      |
| Botkyrka 297:1                                   | Hög                     |              | Botkyrka, Södermanland | Sturehov                           | 59.260713, 17.757706 | 10000602970001 | Ladda upp en bild av detta fornminne      |
| Botkyrka 312:1                                   | Hällristning            |              | Botkyrka, Södermanland | Norsborg                           | 59.253243, 17.819520 | 10000603120001 | Ladda upp en bild av detta fornminne      |
| Botkyrka 312:2                                   | Hällristning            |              | Botkyrka, Södermanland | Norsborg                           | 59.253111, 17.819870 | 10000603120002 | Ladda upp en bild av detta fornminne      |
| Botkyrka 312:3                                   | Hällristning            |              | Botkyrka, Södermanland | Norsborg                           | 59.253247, 17.819683 | 10000603120003 | Ladda upp en bild av detta fornminne      |
| Botkyrka 312:4                                   | Hällristning            |              | Botkyrka, Södermanland | Norsborg                           | 59.253310, 17.819366 | 10000603120004 | Ladda upp en bild av detta fornminne      |
| Botkyrka 312:5                                   | Hällristning            |              | Botkyrka, Södermanland | Norsborg                           | 59.253114, 17.819669 | 10000603120005 | Ladda upp en bild av detta fornminne      |
| Botkyrka 314:1                                   | Gravfält                |              | Botkyrka, Södermanland | Norsborg                           | 59.256037, 17.816405 | 10000603140001 | Ladda upp en bild av detta fornminne      |
| Botkyrka 316:1                                   | Gravfält                |              | Botkyrka, Södermanland | Norsborg                           | 59.253921, 17.812708 | 10000603160001 | Ladda upp en bild av detta fornminne      |
| Botkyrka 321:1                                   | Stensättning            |              | Botkyrka, Södermanland | Eriksberg                          | 59.241338, 17.830058 | 10000603210001 | Ladda upp en bild av detta fornminne      |
| Botkyrka 327:1                                   | Stensättning            |              | Botkyrka, Södermanland | Alby                               | 59.230021, 17.850033 | 10000603270001 | Ladda upp en bild av detta fornminne      |
| Botkyrka 327:2                                   | Stensättning            |              | Botkyrka, Södermanland | Alby                               | 59.229806, 17.850341 | 10000603270002 | Ladda upp en bild av detta fornminne      |
| Botkyrka 328:1                                   | Grav- och boplatsområde |              | Botkyrka, Södermanland | Hallunda/Norsborg                  | 59.249415, 17.821208 | 10000603280001 | Ladda upp en bild av detta fornminne      |
| Botkyrka 332:1                                   | Hällristning            |              | Botkyrka, Södermanland | Alby                               | 59.228721, 17.842554 | 10000603320001 | Ladda upp en bild av detta fornminne      |
| Botkyrka 332:4                                   | Hällristning            |              | Botkyrka, Södermanland | Alby                               | 59.228879, 17.842867 | 10000603320004 | Ladda upp en bild av detta fornminne      |
| Botkyrka 333:1                                   | Stensättning            |              | Botkyrka, Södermanland | Alby                               | 59.228843, 17.845291 | 10000603330001 | Ladda upp en till bild av detta fornminne |
| Botkyrka 333:2                                   | Stensättning            |              | Botkyrka, Södermanland | Alby                               | 59.228791, 17.845324 | 10000603330002 | Ladda upp en till bild av detta fornminne |
| Botkyrka 333:3                                   | Stensättning            |              | Botkyrka, Södermanland | Alby                               | 59.228705, 17.844944 | 10000603330003 | Ladda upp en till bild av detta fornminne |
| Botkyrka 335:1                                   | Stensättning            |              | Botkyrka, Södermanland | Lilla Dalen                        | 59.219831, 17.851966 | 10000603350001 | Ladda upp en bild av detta fornminne      |
| Botkyrka 337:1                                   | Stensättning            |              | Botkyrka, Södermanland | Hågelby/Lilla Dalen                | 59.221008, 17.842617 | 10000603370001 | Ladda upp en bild av detta fornminne      |
| Botkyrka 341:1                                   | Stensättning            |              | Botkyrka, Södermanland | Hågelby/Lilla Dalen                | 59.211195, 17.826675 | 10000603410001 | Ladda upp en bild av detta fornminne      |
| Botkyrka 348:1                                   | Stensättning            |              | Botkyrka, Södermanland | Vretarna/Nackdala                  | 59.219953, 17.853049 | 10000603480001 | Ladda upp en bild av detta fornminne      |
| Botkyrka 349:1                                   | Stensättning            |              | Botkyrka, Södermanland | Lilla Dalen                        | 59.242975, 17.866908 | 10000603490001 | Ladda upp en bild av detta fornminne      |
| Botkyrka 349:2                                   | Stensättning            |              | Botkyrka, Södermanland | Lilla Dalen                        | 59.242893, 17.867008 | 10000603490002 | Ladda upp en bild av detta fornminne      |
| Botkyrka 349:3                                   | Stensättning            |              | Botkyrka, Södermanland | Lilla Dalen                        | 59.242785, 17.866985 | 10000603490003 | Ladda upp en bild av detta fornminne      |
| Botkyrka 351:1                                   | Hällristning            |              | Botkyrka, Södermanland | Skrävsta                           | 59.222999, 17.814626 | 10000603510001 | Ladda upp en bild av detta fornminne      |
| Botkyrka 351:2                                   | Hällristning            |              | Botkyrka, Södermanland | Skrävsta                           | 59.222912, 17.814347 | 10000603510002 | Ladda upp en bild av detta fornminne      |
| Botkyrka 351:3                                   | Hällristning            |              | Botkyrka, Södermanland | Skrävsta                           | 59.223136, 17.813562 | 10000603510003 | Ladda upp en bild av detta fornminne      |
| Botkyrka 356:1                                   | Stensättning            |              | Botkyrka, Södermanland | Skäcklinge/Storvreten              | 59.186950, 17.828979 | 10000603560001 | Ladda upp en bild av detta fornminne      |
| Botkyrka 369:1                                   | Stensättning            |              | Botkyrka, Södermanland | Sturehov/Skansberg                 | 59.252664, 17.739007 | 10000603690001 | Ladda upp en bild av detta fornminne      |
| Botkyrka 377:1                                   | Hällristning            |              | Botkyrka, Södermanland | Lindhov                            | 59.222268, 17.796029 | 10000603770001 | Ladda upp en bild av detta fornminne      |
| Botkyrka 378:1                                   | Röse                    |              | Botkyrka, Södermanland | Vretarna/Granmora                  | 59.215513, 17.799603 | 10000603780001 | Ladda upp en bild av detta fornminne      |
| Hundhamra fornborg (Botkyrka 388:1)              | Fornborg                |              | Botkyrka, Södermanland | Hundhamra                          | 59.253630, 17.794609 | 10000603880001 | Ladda upp en till bild av detta fornminne |
| Botkyrka 394:1                                   | Stensättning            |              | Botkyrka, Södermanland | Norsborg                           | 59.250372, 17.807138 | 10000603940001 | Ladda upp en bild av detta fornminne      |
| Botkyrka 397:1                                   | Gravfält                |              | Botkyrka, Södermanland | Skrävsta                           | 59.223789, 17.814499 | 10000603970001 | Ladda upp en bild av detta fornminne      |
| Botkyrka 400:1                                   | Hällristning            |              | Botkyrka, Södermanland | Alby                               | 59.229709, 17.838059 | 10000604000001 | Ladda upp en bild av detta fornminne      |
| Botkyrka 400:2                                   | Hällristning            |              | Botkyrka, Södermanland | Alby                               | 59.229716, 17.838256 | 10000604000002 | Ladda upp en bild av detta fornminne      |
| Botkyrka 400:3                                   | Hällristning            |              | Botkyrka, Södermanland | Alby                               | 59.229777, 17.838683 | 10000604000003 | Ladda upp en bild av detta fornminne      |
| Botkyrka 400:4                                   | Hällristning            |              | Botkyrka, Södermanland | Alby                               | 59.229779, 17.837937 | 10000604000004 | Ladda upp en bild av detta fornminne      |
| Botkyrka 400:5                                   | Hällristning            |              | Botkyrka, Södermanland | Alby                               | 59.229835, 17.837794 | 10000604000005 | Ladda upp en bild av detta fornminne      |
| Botkyrka 407:1                                   | Gravfält                |              | Botkyrka, Södermanland | Hågelby/Loviseberg                 | 59.215607, 17.834226 | 10000604070001 | Ladda upp en bild av detta fornminne      |
| Botkyrka 418:1                                   | Stensättning            |              | Botkyrka, Södermanland | Skrävsta                           | 59.225659, 17.819670 | 10000604180001 | Ladda upp en bild av detta fornminne      |
| Botkyrka 419:1                                   | Hällristning            |              | Botkyrka, Södermanland | Alby                               | 59.235219, 17.845918 | 10000604190001 | Ladda upp en bild av detta fornminne      |
| Botkyrka 422:1                                   | Hällristning            |              | Botkyrka, Södermanland | Slagsta                            | 59.255093, 17.844857 | 10000604220001 | Ladda upp en bild av detta fornminne      |
| Botkyrka 425:1                                   | Hällristning            |              | Botkyrka, Södermanland | Slagsta                            | 59.255368, 17.839686 | 10000604250001 | Ladda upp en bild av detta fornminne      |
| Botkyrka 426:1                                   | Hällristning            |              | Botkyrka, Södermanland | Hallunda                           | 59.251643, 17.832694 | 10000604260001 | Ladda upp en bild av detta fornminne      |
| Botkyrka 426:2                                   | Hällristning            |              | Botkyrka, Södermanland | Hallunda                           | 59.251643, 17.832694 | 10000604260002 | Ladda upp en bild av detta fornminne      |
| Botkyrka 439:1                                   | Hällristning            |              | Botkyrka, Södermanland | Hallunda                           | 59.253238, 17.826930 | 10000604390001 | Ladda upp en bild av detta fornminne      |
| Botkyrka 440:1                                   | Hällristning            |              | Botkyrka, Södermanland | Norsborg                           | 59.252418, 17.817875 | 10000604400001 | Ladda upp en bild av detta fornminne      |
| Botkyrka 447:1                                   | Stensättning            |              | Botkyrka, Södermanland | Alby                               | 59.235264, 17.836175 | 10000604470001 | Ladda upp en bild av detta fornminne      |
| Botkyrka 447:2                                   | Stensättning            |              | Botkyrka, Södermanland | Alby                               | 59.235359, 17.835972 | 10000604470002 | Ladda upp en bild av detta fornminne      |
| Botkyrka 452:1                                   | Hällristning            |              | Botkyrka, Södermanland | Lindhov                            | 59.225087, 17.791895 | 10000604520001 | Ladda upp en bild av detta fornminne      |
| Näsby (Botkyrka 459:1)                           | Grav- och boplatsområde |              | Botkyrka, Södermanland | Riksten                            | 59.171073, 17.933167 | 10000604590001 | Ladda upp en bild av detta fornminne      |
| Botkyrka 483:1                                   | Stensättning            |              | Botkyrka, Södermanland | Lida/Riksten                       | 59.176976, 17.890135 | 10000604830001 | Ladda upp en bild av detta fornminne      |
| Botkyrka 483:2                                   | Stensättning            |              | Botkyrka, Södermanland | Lida/Riksten                       | 59.176976, 17.890135 | 10000604830002 | Ladda upp en bild av detta fornminne      |
| Botkyrka 483:3                                   | Stensättning            |              | Botkyrka, Södermanland | Lida/Riksten                       | 59.176976, 17.890135 | 10000604830003 | Ladda upp en bild av detta fornminne      |
| Botkyrka 488:1                                   | Stensättning            |              | Botkyrka, Södermanland | Riksten                            | 59.175467, 17.909706 | 10000604880001 | Ladda upp en bild av detta fornminne      |
| Botkyrka 528                                     | Stensättning            |              | Botkyrka, Södermanland | Riksten/Brantbrink                 | 59.189553, 17.904070 | 12000000005035 | Ladda upp en bild av detta fornminne      |
| Botkyrka 592                                     | Hällristning            |              | Botkyrka, Södermanland | Skrävsta                           | 59.228267, 17.824257 | 12000000082715 | Ladda upp en bild av detta fornminne      |
| Botkyrka 602                                     | Stensättning            |              | Botkyrka, Södermanland | Skrävsta                           | 59.224427, 17.820427 | 12000000082810 | Ladda upp en bild av detta fornminne      |
| Botkyrka 604                                     | Stensättning            |              | Botkyrka, Södermanland | Skrävsta                           | 59.224613, 17.820510 | 12000000082812 | Ladda upp en bild av detta fornminne      |
| Botkyrka 615                                     | Stensättning            |              | Botkyrka, Södermanland | Hågelby                            | 59.224387, 17.833469 | 12000000082842 | Ladda upp en bild av detta fornminne      |
| Botkyrka 640                                     | Hällristning            |              | Botkyrka, Södermanland | Skrävsta/Hågelby                   | 59.225193, 17.826865 | 12000000135028 | Ladda upp en bild av detta fornminne      |
| Botkyrka 641                                     | Hällristning            |              | Botkyrka, Södermanland | Skrävsta/Hågelby                   | 59.224676, 17.827085 | 12000000135030 | Ladda upp en bild av detta fornminne      |
| Botkyrka 642                                     | Hällristning            |              | Botkyrka, Södermanland | Slagsta                            | 59.250868, 17.849763 | 12000000135032 | Ladda upp en bild av detta fornminne      |
| Botkyrka 643                                     | Hällristning            |              | Botkyrka, Södermanland | Hallunda                           | 59.256107, 17.825040 | 12000000135034 | Ladda upp en bild av detta fornminne      |
| Botkyrka 644                                     | Hällristning            |              | Botkyrka, Södermanland | Alby                               | 59.239214, 17.837812 | 12000000135036 | Ladda upp en bild av detta fornminne      |
| Botkyrka 645                                     | Hällristning            |              | Botkyrka, Södermanland | Skrävsta/Hågelby                   | 59.225832, 17.826409 | 12000000135038 | Ladda upp en bild av detta fornminne      |
| Botkyrka 646                                     | Hällristning            |              | Botkyrka, Södermanland | Alby                               | 59.228277, 17.844074 | 12000000135040 | Ladda upp en bild av detta fornminne      |

## Grödinge
| Namn                                             | Lämningstyp                      | Tillkomsttid | Historisk indelning    | Plats              | Läge                 | ID-nr          | Bild                                      |
| ------------------------------------------------ | -------------------------------- | ------------ | ---------------------- | ------------------ | -------------------- | -------------- | ----------------------------------------- |
| Grödinge 1:1                                     | Gravfält                         |              | Grödinge, Södermanland |                    | 59.135715, 17.772545 | 10002400010001 | Ladda upp en bild av detta fornminne      |
| Grödinge 5:1                                     | Fornborg                         |              | Grödinge, Södermanland |                    | 59.131961, 17.769463 | 10002400050001 | Ladda upp en bild av detta fornminne      |
| Grödinge 6:1                                     | Gravfält                         |              | Grödinge, Södermanland |                    | 59.133179, 17.769763 | 10002400060001 | Ladda upp en bild av detta fornminne      |
| Grödinge 7:1                                     | Röse                             |              | Grödinge, Södermanland |                    | 59.128003, 17.766136 | 10002400070001 | Ladda upp en bild av detta fornminne      |
| Grödinge 9:1                                     | Hög                              |              | Grödinge, Södermanland |                    | 59.128802, 17.757965 | 10002400090001 | Ladda upp en bild av detta fornminne      |
| Grödinge 10:1                                    | Gravfält                         |              | Grödinge, Södermanland |                    | 59.129449, 17.757674 | 10002400100001 | Ladda upp en bild av detta fornminne      |
| Grödinge 11:1                                    | Gravfält                         |              | Grödinge, Södermanland |                    | 59.131563, 17.758326 | 10002400110001 | Ladda upp en bild av detta fornminne      |
| Grödinge 12:1                                    | Gravfält                         |              | Grödinge, Södermanland |                    | 59.132063, 17.757157 | 10002400120001 | Ladda upp en bild av detta fornminne      |
| Grödinge 13:1                                    | Gravfält                         |              | Grödinge, Södermanland |                    | 59.131598, 17.755892 | 10002400130001 | Ladda upp en bild av detta fornminne      |
| Grödinge 14:1                                    | Gravfält                         |              | Grödinge, Södermanland |                    | 59.130614, 17.756381 | 10002400140001 | Ladda upp en bild av detta fornminne      |
| Grödinge 15:1                                    | Stensättning                     |              | Grödinge, Södermanland |                    | 59.132383, 17.751422 | 10002400150001 | Ladda upp en bild av detta fornminne      |
| Grödinge 16:1                                    | Gravfält                         |              | Grödinge, Södermanland |                    | 59.134711, 17.749901 | 10002400160001 | Ladda upp en bild av detta fornminne      |
| Grödinge 17:1                                    | Stensättning                     |              | Grödinge, Södermanland |                    | 59.134234, 17.747913 | 10002400170001 | Ladda upp en bild av detta fornminne      |
| Grödinge 17:2                                    | Husgrund, förhistorisk/medeltida |              | Grödinge, Södermanland |                    | 59.134269, 17.747321 | 10002400170002 | Ladda upp en bild av detta fornminne      |
| Grödinge 18:1                                    | Stensättning                     |              | Grödinge, Södermanland |                    | 59.134903, 17.748142 | 10002400180001 | Ladda upp en bild av detta fornminne      |
| Berga gamla tomt (Grödinge 19:1)                 | Gravfält                         |              | Grödinge, Södermanland |                    | 59.133884, 17.746093 | 10002400190001 | Ladda upp en bild av detta fornminne      |
| Kattkulla (Grödinge 21:1)                        | Gravfält                         |              | Grödinge, Södermanland |                    | 59.131682, 17.744549 | 10002400210001 | Ladda upp en bild av detta fornminne      |
| Grödinge 22:1                                    | Hög                              |              | Grödinge, Södermanland |                    | 59.130577, 17.747151 | 10002400220001 | Ladda upp en bild av detta fornminne      |
| Grödinge 23:1                                    | Gravfält                         |              | Grödinge, Södermanland |                    | 59.130887, 17.732003 | 10002400230001 | Ladda upp en bild av detta fornminne      |
| Grödinge 24:1                                    | Röse                             |              | Grödinge, Södermanland |                    | 59.127890, 17.752650 | 10002400240001 | Ladda upp en bild av detta fornminne      |
| Grödinge 24:2                                    | Stensättning                     |              | Grödinge, Södermanland |                    | 59.127581, 17.752948 | 10002400240002 | Ladda upp en bild av detta fornminne      |
| Grödinge 25:1                                    | Röse                             |              | Grödinge, Södermanland |                    | 59.127702, 17.754438 | 10002400250001 | Ladda upp en bild av detta fornminne      |
| Grödinge 26:1                                    | Gravfält                         |              | Grödinge, Södermanland |                    | 59.126836, 17.756451 | 10002400260001 | Ladda upp en bild av detta fornminne      |
| Grödinge 27:1                                    | Gravfält                         |              | Grödinge, Södermanland |                    | 59.127801, 17.757409 | 10002400270001 | Ladda upp en bild av detta fornminne      |
| Grödinge 28:1                                    | Stensättning                     |              | Grödinge, Södermanland |                    | 59.127044, 17.758295 | 10002400280001 | Ladda upp en bild av detta fornminne      |
| Grödinge 28:2                                    | Stensättning                     |              | Grödinge, Södermanland |                    | 59.127122, 17.757880 | 10002400280002 | Ladda upp en bild av detta fornminne      |
| Grödinge 29:1                                    | Grav- och boplatsområde          |              | Grödinge, Södermanland |                    | 59.125746, 17.753486 | 10002400290001 | Ladda upp en bild av detta fornminne      |
| Grödinge 32:1                                    | Stensättning                     |              | Grödinge, Södermanland |                    | 59.125048, 17.763961 | 10002400320001 | Ladda upp en bild av detta fornminne      |
| Grödinge 32:2                                    | Hög                              |              | Grödinge, Södermanland |                    | 59.124795, 17.764121 | 10002400320002 | Ladda upp en bild av detta fornminne      |
| Bullsta gamla tomt (Grödinge 33:1)               | Gravfält                         |              | Grödinge, Södermanland |                    | 59.124666, 17.760723 | 10002400330001 | Ladda upp en bild av detta fornminne      |
| Grödinge 34:1                                    | Gravfält                         |              | Grödinge, Södermanland |                    | 59.136353, 17.756909 | 10002400340001 | Ladda upp en bild av detta fornminne      |
| Grödinge 36:1                                    | Stensättning                     |              | Grödinge, Södermanland |                    | 59.138226, 17.761668 | 10002400360001 | Ladda upp en bild av detta fornminne      |
| Grödinge 37:1                                    | Stensättning                     |              | Grödinge, Södermanland |                    | 59.137703, 17.759136 | 10002400370001 | Ladda upp en bild av detta fornminne      |
| Grödinge 37:2                                    | Stensättning                     |              | Grödinge, Södermanland |                    | 59.137745, 17.759330 | 10002400370002 | Ladda upp en bild av detta fornminne      |
| Grödinge 38:1                                    | Stensättning                     |              | Grödinge, Södermanland |                    | 59.137310, 17.757957 | 10002400380001 | Ladda upp en bild av detta fornminne      |
| Grödinge 38:2                                    | Stensättning                     |              | Grödinge, Södermanland |                    | 59.137316, 17.758098 | 10002400380002 | Ladda upp en bild av detta fornminne      |
| Grödinge 38:3                                    | Stensättning                     |              | Grödinge, Södermanland |                    | 59.137412, 17.758296 | 10002400380003 | Ladda upp en bild av detta fornminne      |
| Grödinge 38:4                                    | Grav markerad av sten/block      |              | Grödinge, Södermanland |                    | 59.137409, 17.757911 | 10002400380004 | Ladda upp en bild av detta fornminne      |
| Grödinge 40:1                                    | Gravfält                         |              | Grödinge, Södermanland |                    | 59.140382, 17.753227 | 10002400400001 | Ladda upp en bild av detta fornminne      |
| Grödinge 41:1                                    | Stensättning                     |              | Grödinge, Södermanland |                    | 59.138498, 17.749154 | 10002400410001 | Ladda upp en bild av detta fornminne      |
| Grödinge 42:1                                    | Gravfält                         |              | Grödinge, Södermanland |                    | 59.138997, 17.750690 | 10002400420001 | Ladda upp en bild av detta fornminne      |
| Grödinge 44:1                                    | Stensättning                     |              | Grödinge, Södermanland |                    | 59.142116, 17.762088 | 10002400440001 | Ladda upp en bild av detta fornminne      |
| Grödinge 44:2                                    | Stensättning                     |              | Grödinge, Södermanland |                    | 59.141997, 17.762220 | 10002400440002 | Ladda upp en bild av detta fornminne      |
| Grödinge 44:3                                    | Stensättning                     |              | Grödinge, Södermanland |                    | 59.141930, 17.761954 | 10002400440003 | Ladda upp en bild av detta fornminne      |
| Grödinge 47:1                                    | Stensättning                     |              | Grödinge, Södermanland |                    | 59.144429, 17.754280 | 10002400470001 | Ladda upp en bild av detta fornminne      |
| Grödinge 50:1                                    | Fornborg                         |              | Grödinge, Södermanland |                    | 59.141930, 17.741270 | 10002400500001 | Ladda upp en bild av detta fornminne      |
| Grödinge 54:1                                    | Gravfält                         |              | Grödinge, Södermanland |                    | 59.135395, 17.733562 | 10002400540001 | Ladda upp en bild av detta fornminne      |
| Södermanlands runinskrifter 291 (Grödinge 60:1)  | Runristning                      |              | Grödinge, Södermanland | Grödinge kyrka     | 59.143260, 17.786929 | 10002400600001 | Ladda upp en till bild av detta fornminne |
| Grödinge 61:1                                    | Stensättning                     |              | Grödinge, Södermanland |                    | 59.145591, 17.789245 | 10002400610001 | Ladda upp en bild av detta fornminne      |
| Grödinge 61:2                                    | Stenkrets                        |              | Grödinge, Södermanland |                    | 59.145731, 17.789464 | 10002400610002 | Ladda upp en bild av detta fornminne      |
| Grödinge 66:1                                    | Gravfält                         |              | Grödinge, Södermanland |                    | 59.141722, 17.777376 | 10002400660001 | Ladda upp en bild av detta fornminne      |
| Grödinge 67:1                                    | Röse                             |              | Grödinge, Södermanland |                    | 59.144795, 17.779527 | 10002400670001 | Ladda upp en bild av detta fornminne      |
| Grödinge 68:1                                    | Gravfält                         |              | Grödinge, Södermanland |                    | 59.138420, 17.778410 | 10002400680001 | Ladda upp en bild av detta fornminne      |
| Grödinge 70:1                                    | Gravfält                         |              | Grödinge, Södermanland |                    | 59.142666, 17.788126 | 10002400700001 | Ladda upp en bild av detta fornminne      |
| Grödinge 71:1                                    | Gravfält                         |              | Grödinge, Södermanland |                    | 59.137166, 17.791600 | 10002400710001 | Ladda upp en bild av detta fornminne      |
| Grödinge 76:1                                    | Stensättning                     |              | Grödinge, Södermanland |                    | 59.137855, 17.789555 | 10002400760001 | Ladda upp en bild av detta fornminne      |
| Grödinge 76:2                                    | Stensättning                     |              | Grödinge, Södermanland |                    | 59.137746, 17.789583 | 10002400760002 | Ladda upp en bild av detta fornminne      |
| Grödinge 76:3                                    | Stensättning                     |              | Grödinge, Södermanland |                    | 59.137320, 17.789346 | 10002400760003 | Ladda upp en bild av detta fornminne      |
| Grödinge 76:4                                    | Stensättning                     |              | Grödinge, Södermanland |                    | 59.137249, 17.789254 | 10002400760004 | Ladda upp en bild av detta fornminne      |
| Grödinge 78:1                                    | Fornborg                         |              | Grödinge, Södermanland |                    | 59.124588, 17.777233 | 10002400780001 | Ladda upp en bild av detta fornminne      |
| Grödinge 79:1                                    | Fornborg                         |              | Grödinge, Södermanland |                    | 59.126788, 17.777369 | 10002400790001 | Ladda upp en bild av detta fornminne      |
| Grödinge 80:1                                    | Gravfält                         |              | Grödinge, Södermanland |                    | 59.132746, 17.787198 | 10002400800001 | Ladda upp en bild av detta fornminne      |
| Grödinge 81:1                                    | Gravfält                         |              | Grödinge, Södermanland |                    | 59.135454, 17.788945 | 10002400810001 | Ladda upp en bild av detta fornminne      |
| Grödinge 84:1                                    | Gravfält                         |              | Grödinge, Södermanland |                    | 59.131705, 17.789127 | 10002400840001 | Ladda upp en bild av detta fornminne      |
| Grödinge 85:1                                    | Röse                             |              | Grödinge, Södermanland |                    | 59.133484, 17.796294 | 10002400850001 | Ladda upp en bild av detta fornminne      |
| Grödinge 85:2                                    | Stensättning                     |              | Grödinge, Södermanland |                    | 59.133401, 17.795887 | 10002400850002 | Ladda upp en bild av detta fornminne      |
| Grödinge 89:1                                    | Gravfält                         |              | Grödinge, Södermanland |                    | 59.136753, 17.796484 | 10002400890001 | Ladda upp en bild av detta fornminne      |
| Grödinge 90:1                                    | Hög                              |              | Grödinge, Södermanland |                    | 59.136910, 17.798128 | 10002400900001 | Ladda upp en bild av detta fornminne      |
| Grödinge 92:1                                    | Hög                              |              | Grödinge, Södermanland |                    | 59.139132, 17.806817 | 10002400920001 | Ladda upp en bild av detta fornminne      |
| Grödinge 92:2                                    | Hög                              |              | Grödinge, Södermanland |                    | 59.139028, 17.807125 | 10002400920002 | Ladda upp en bild av detta fornminne      |
| Grödinge 99:1                                    | Gravfält                         |              | Grödinge, Södermanland |                    | 59.121422, 17.765611 | 10002400990001 | Ladda upp en bild av detta fornminne      |
| Grödinge 102:1                                   | Gravfält                         |              | Grödinge, Södermanland |                    | 59.121560, 17.749292 | 10002401020001 | Ladda upp en bild av detta fornminne      |
| Skarphagen (Grödinge 103:1)                      | Gravfält                         |              | Grödinge, Södermanland |                    | 59.121374, 17.752836 | 10002401030001 | Ladda upp en bild av detta fornminne      |
| Grödinge 105:1                                   | Röse                             |              | Grödinge, Södermanland |                    | 59.123685, 17.743407 | 10002401050001 | Ladda upp en bild av detta fornminne      |
| Grödinge 106:1                                   | Stensättning                     |              | Grödinge, Södermanland |                    | 59.119995, 17.742255 | 10002401060001 | Ladda upp en bild av detta fornminne      |
| Grödinge 107:1                                   | Stensättning                     |              | Grödinge, Södermanland |                    | 59.121060, 17.742562 | 10002401070001 | Ladda upp en bild av detta fornminne      |
| Grödinge 108:1                                   | Gravfält                         |              | Grödinge, Södermanland |                    | 59.121786, 17.741428 | 10002401080001 | Ladda upp en bild av detta fornminne      |
| Grödinge 111:1                                   | Gravfält                         |              | Grödinge, Södermanland |                    | 59.122429, 17.738627 | 10002401110001 | Ladda upp en bild av detta fornminne      |
| Grödinge 112:1                                   | Stensättning                     |              | Grödinge, Södermanland |                    | 59.122728, 17.734660 | 10002401120001 | Ladda upp en bild av detta fornminne      |
| Grödinge 114:1                                   | Gravfält                         |              | Grödinge, Södermanland |                    | 59.121669, 17.733371 | 10002401140001 | Ladda upp en bild av detta fornminne      |
| Grödinge 116:1                                   | Gravfält                         |              | Grödinge, Södermanland |                    | 59.119910, 17.731504 | 10002401160001 | Ladda upp en bild av detta fornminne      |
| Grödinge 118:1                                   | Stensättning                     |              | Grödinge, Södermanland |                    | 59.114854, 17.728418 | 10002401180001 | Ladda upp en bild av detta fornminne      |
| Grödinge 119:1                                   | Stensättning                     |              | Grödinge, Södermanland |                    | 59.115499, 17.727782 | 10002401190001 | Ladda upp en bild av detta fornminne      |
| Grödinge 120:1                                   | Gravfält                         |              | Grödinge, Södermanland |                    | 59.114137, 17.734570 | 10002401200001 | Ladda upp en bild av detta fornminne      |
| Grödinge 122:1                                   | Gravfält                         |              | Grödinge, Södermanland |                    | 59.112253, 17.729299 | 10002401220001 | Ladda upp en bild av detta fornminne      |
| Grödinge 123:1                                   | Stensättning                     |              | Grödinge, Södermanland |                    | 59.110255, 17.726371 | 10002401230001 | Ladda upp en bild av detta fornminne      |
| Grödinge 124:1                                   | Stensättning                     |              | Grödinge, Södermanland |                    | 59.110432, 17.728140 | 10002401240001 | Ladda upp en bild av detta fornminne      |
| Grödinge 127:1                                   | Stensättning                     |              | Grödinge, Södermanland |                    | 59.106406, 17.736969 | 10002401270001 | Ladda upp en bild av detta fornminne      |
| Grödinge 127:2                                   | Stensättning                     |              | Grödinge, Södermanland |                    | 59.105940, 17.736932 | 10002401270002 | Ladda upp en bild av detta fornminne      |
| Grödinge 128:1                                   | Gravfält                         |              | Grödinge, Södermanland |                    | 59.117443, 17.738710 | 10002401280001 | Ladda upp en bild av detta fornminne      |
| Grödinge 128:2                                   | Hällristning                     |              | Grödinge, Södermanland |                    | 59.117837, 17.738249 | 10002401280002 | Ladda upp en bild av detta fornminne      |
| Grödinge 129:1                                   | Stensättning                     |              | Grödinge, Södermanland |                    | 59.114634, 17.738808 | 10002401290001 | Ladda upp en bild av detta fornminne      |
| Fornkullen (Grödinge 131:1)                      | Gravfält                         |              | Grödinge, Södermanland |                    | 59.112670, 17.739130 | 10002401310001 | Ladda upp en bild av detta fornminne      |
| Grödinge 133:1                                   | Stensättning                     |              | Grödinge, Södermanland |                    | 59.113616, 17.741613 | 10002401330001 | Ladda upp en bild av detta fornminne      |
| Grödinge 134:1                                   | Stensättning                     |              | Grödinge, Södermanland |                    | 59.115796, 17.739207 | 10002401340001 | Ladda upp en bild av detta fornminne      |
| Grödinge 134:2                                   | Stensättning                     |              | Grödinge, Södermanland |                    | 59.115675, 17.738870 | 10002401340002 | Ladda upp en bild av detta fornminne      |
| Grödinge 134:3                                   | Stensättning                     |              | Grödinge, Södermanland |                    | 59.115930, 17.739265 | 10002401340003 | Ladda upp en bild av detta fornminne      |
| Grödinge 134:4                                   | Grav markerad av sten/block      |              | Grödinge, Södermanland |                    | 59.115684, 17.738727 | 10002401340004 | Ladda upp en bild av detta fornminne      |
| Grödinge 136:1                                   | Stensättning                     |              | Grödinge, Södermanland |                    | 59.107280, 17.754941 | 10002401360001 | Ladda upp en bild av detta fornminne      |
| Grödinge 137:1                                   | Stensättning                     |              | Grödinge, Södermanland |                    | 59.108175, 17.748299 | 10002401370001 | Ladda upp en bild av detta fornminne      |
| Grödinge 138:1                                   | Hög                              |              | Grödinge, Södermanland |                    | 59.110563, 17.750635 | 10002401380001 | Ladda upp en bild av detta fornminne      |
| Grödinge 138:2                                   | Hög                              |              | Grödinge, Södermanland |                    | 59.110467, 17.750370 | 10002401380002 | Ladda upp en bild av detta fornminne      |
| Grödinge 139:1                                   | Gravfält                         |              | Grödinge, Södermanland |                    | 59.109899, 17.754862 | 10002401390001 | Ladda upp en bild av detta fornminne      |
| Grödinge 140:1                                   | Stensättning                     |              | Grödinge, Södermanland |                    | 59.111402, 17.743041 | 10002401400001 | Ladda upp en bild av detta fornminne      |
| Grödinge 140:2                                   | Stensättning                     |              | Grödinge, Södermanland |                    | 59.110985, 17.743345 | 10002401400002 | Ladda upp en bild av detta fornminne      |
| Grödinge 140:3                                   | Stensättning                     |              | Grödinge, Södermanland |                    | 59.110782, 17.743159 | 10002401400003 | Ladda upp en bild av detta fornminne      |
| Grödinge 140:4                                   | Stensättning                     |              | Grödinge, Södermanland |                    | 59.110713, 17.743539 | 10002401400004 | Ladda upp en bild av detta fornminne      |
| Grödinge 140:5                                   | Stensättning                     |              | Grödinge, Södermanland |                    | 59.110699, 17.743852 | 10002401400005 | Ladda upp en bild av detta fornminne      |
| Grödinge 144:3                                   | Stensättning                     |              | Grödinge, Södermanland |                    | 59.116241, 17.745683 | 10002401440003 | Ladda upp en bild av detta fornminne      |
| Grödinge 145:1                                   | Gravfält                         |              | Grödinge, Södermanland |                    | 59.113283, 17.756169 | 10002401450001 | Ladda upp en bild av detta fornminne      |
| Snäcksta gamla tomt (Grödinge 146:1)             | Gravfält                         |              | Grödinge, Södermanland |                    | 59.118239, 17.766779 | 10002401460001 | Ladda upp en bild av detta fornminne      |
| Grödinge 148:1                                   | Gravfält                         |              | Grödinge, Södermanland |                    | 59.114965, 17.755224 | 10002401480001 | Ladda upp en bild av detta fornminne      |
| Korpberget (Grödinge 149:1)                      | Fornborg                         |              | Grödinge, Södermanland |                    | 59.101713, 17.771324 | 10002401490001 | Ladda upp en bild av detta fornminne      |
| Grödinge 149:2                                   | Stensättning                     |              | Grödinge, Södermanland |                    | 59.101784, 17.771868 | 10002401490002 | Ladda upp en bild av detta fornminne      |
| Grödinge 151:1                                   | Gravfält                         |              | Grödinge, Södermanland |                    | 59.105468, 17.778098 | 10002401510001 | Ladda upp en bild av detta fornminne      |
| Grödinge 158:1                                   | Gravfält                         |              | Grödinge, Södermanland |                    | 59.107879, 17.789898 | 10002401580001 | Ladda upp en bild av detta fornminne      |
| Grödinge 159:1                                   | Gravfält                         |              | Grödinge, Södermanland |                    | 59.109506, 17.791426 | 10002401590001 | Ladda upp en bild av detta fornminne      |
| Grödinge 171:1                                   | Gravfält                         |              | Grödinge, Södermanland |                    | 59.137969, 17.828880 | 10002401710001 | Ladda upp en bild av detta fornminne      |
| Grödinge 178:1                                   | Gravfält                         |              | Grödinge, Södermanland |                    | 59.135969, 17.830630 | 10002401780001 | Ladda upp en bild av detta fornminne      |
| Grödinge 180:1                                   | Gravfält                         |              | Grödinge, Södermanland |                    | 59.138961, 17.848144 | 10002401800001 | Ladda upp en bild av detta fornminne      |
| Grödinge 182:1                                   | Fornborg                         |              | Grödinge, Södermanland |                    | 59.144365, 17.845398 | 10002401820001 | Ladda upp en bild av detta fornminne      |
| Grödinge 183:1                                   | Gravfält                         |              | Grödinge, Södermanland |                    | 59.141014, 17.835741 | 10002401830001 | Ladda upp en bild av detta fornminne      |
| Grödinge 184:1                                   | Gravfält                         |              | Grödinge, Södermanland |                    | 59.131213, 17.844534 | 10002401840001 | Ladda upp en bild av detta fornminne      |
| Grödinge 185:1                                   | Gravfält                         |              | Grödinge, Södermanland |                    | 59.133031, 17.851259 | 10002401850001 | Ladda upp en bild av detta fornminne      |
| Grödinge 186:1                                   | Stensättning                     |              | Grödinge, Södermanland |                    | 59.133791, 17.853992 | 10002401860001 | Ladda upp en bild av detta fornminne      |
| Grödinge 190:1                                   | Stenkrets                        |              | Grödinge, Södermanland |                    | 59.131484, 17.834736 | 10002401900001 | Ladda upp en bild av detta fornminne      |
| Södermanlands runinskrifter 297 (Grödinge 191:1) | Runristning                      |              | Grödinge, Södermanland | Grödinge bygdegård | 59.133146, 17.833366 | 10002401910001 | Ladda upp en till bild av detta fornminne |
| Tingshagen (Grödinge 192:1)                      | Stensättning                     |              | Grödinge, Södermanland |                    | 59.134172, 17.833098 | 10002401920001 | Ladda upp en bild av detta fornminne      |
| Tingshagen (Grödinge 192:2)                      | Stensättning                     |              | Grödinge, Södermanland |                    | 59.134251, 17.832790 | 10002401920002 | Ladda upp en bild av detta fornminne      |
| Grödinge 193:1                                   | Stensättning                     |              | Grödinge, Södermanland |                    | 59.132887, 17.833477 | 10002401930001 | Ladda upp en bild av detta fornminne      |
| Grödinge 193:2                                   | Stensättning                     |              | Grödinge, Södermanland |                    | 59.133069, 17.833370 | 10002401930002 | Ladda upp en bild av detta fornminne      |
| Grödinge 194:1                                   | Stensättning                     |              | Grödinge, Södermanland |                    | 59.107465, 17.720149 | 10002401940001 | Ladda upp en bild av detta fornminne      |
| Grödinge 194:2                                   | Hög                              |              | Grödinge, Södermanland |                    | 59.107452, 17.720340 | 10002401940002 | Ladda upp en bild av detta fornminne      |
| Grödinge 199:1                                   | Gravfält                         |              | Grödinge, Södermanland |                    | 59.124465, 17.743609 | 10002401990001 | Ladda upp en bild av detta fornminne      |
| Grödinge 201:1                                   | Fornborg                         |              | Grödinge, Södermanland |                    | 59.099394, 17.781775 | 10002402010001 | Ladda upp en bild av detta fornminne      |
| Grödinge 209:1                                   | Fornborg                         |              | Grödinge, Södermanland |                    | 59.101981, 17.824981 | 10002402090001 | Ladda upp en bild av detta fornminne      |
| Grödinge 213:1                                   | Stensättning                     |              | Grödinge, Södermanland |                    | 59.111700, 17.817443 | 10002402130001 | Ladda upp en bild av detta fornminne      |
| Brötastenen/Sö 292 (Grödinge 215:1)              | Runristning                      |              | Grödinge, Södermanland | Bröta              | 59.095247, 17.889155 | 10002402150001 | Ladda upp en till bild av detta fornminne |
| Grödinge 216:1                                   | Gravfält                         |              | Grödinge, Södermanland |                    | 59.105503, 17.851407 | 10002402160001 | Ladda upp en bild av detta fornminne      |
| Grödinge 223:1                                   | Stensättning                     |              | Grödinge, Södermanland |                    | 59.126592, 17.824700 | 10002402230001 | Ladda upp en bild av detta fornminne      |
| Grödinge 224:1                                   | Gravfält                         |              | Grödinge, Södermanland |                    | 59.125922, 17.823874 | 10002402240001 | Ladda upp en bild av detta fornminne      |
| Uringestenen/Sö 298 (Grödinge 226:1)             | Runristning                      |              | Grödinge, Södermanland | Stora Uringe       | 59.127932, 17.912997 | 10002402260001 | Ladda upp en till bild av detta fornminne |
| Grödinge 234:1                                   | Stensättning                     |              | Grödinge, Södermanland |                    | 59.159434, 17.845877 | 10002402340001 | Ladda upp en bild av detta fornminne      |
| Grödinge 235:1                                   | Stensättning                     |              | Grödinge, Södermanland |                    | 59.155981, 17.837861 | 10002402350001 | Ladda upp en bild av detta fornminne      |
| Grödinge 236:1                                   | Gravfält                         |              | Grödinge, Södermanland |                    | 59.154197, 17.830448 | 10002402360001 | Ladda upp en bild av detta fornminne      |
| Grödinge 236:2                                   | Stensättning                     |              | Grödinge, Södermanland |                    | 59.154529, 17.830554 | 10002402360002 | Ladda upp en bild av detta fornminne      |
| Grödinge 237:1                                   | Gravfält                         |              | Grödinge, Södermanland |                    | 59.154308, 17.835450 | 10002402370001 | Ladda upp en bild av detta fornminne      |
| Nolingestenen/Sö Fv1954;20 (Grödinge 237:4)      | Runristning                      |              | Grödinge, Södermanland | Nolinge            | 59.154179, 17.833696 | 10002402370004 | Ladda upp en till bild av detta fornminne |
| Grödinge 240:1                                   | Stensättning                     |              | Grödinge, Södermanland |                    | 59.172116, 17.742909 | 10002402400001 | Ladda upp en bild av detta fornminne      |
| Grödinge 241:1                                   | Stensättning                     |              | Grödinge, Södermanland |                    | 59.173216, 17.743541 | 10002402410001 | Ladda upp en bild av detta fornminne      |
| Grödinge 243:1                                   | Gravfält                         |              | Grödinge, Södermanland |                    | 59.174049, 17.750036 | 10002402430001 | Ladda upp en bild av detta fornminne      |
| Grödinge 249:1                                   | Stensättning                     |              | Grödinge, Södermanland |                    | 59.124057, 17.810981 | 10002402490001 | Ladda upp en bild av detta fornminne      |
| Grödinge 252:1                                   | Hög                              |              | Grödinge, Södermanland |                    | 59.140032, 17.833832 | 10002402520001 | Ladda upp en bild av detta fornminne      |
| Grödinge 252:2                                   | Hög                              |              | Grödinge, Södermanland |                    | 59.140046, 17.834112 | 10002402520002 | Ladda upp en bild av detta fornminne      |
| Grödinge 252:3                                   | Hög                              |              | Grödinge, Södermanland |                    | 59.140136, 17.834100 | 10002402520003 | Ladda upp en bild av detta fornminne      |
| Grödinge 256:1                                   | Hög                              |              | Grödinge, Södermanland |                    | 59.172746, 17.747877 | 10002402560001 | Ladda upp en bild av detta fornminne      |
| Grödinge 256:2                                   | Stensättning                     |              | Grödinge, Södermanland |                    | 59.172831, 17.747656 | 10002402560002 | Ladda upp en bild av detta fornminne      |
| Grödinge 256:3                                   | Stensättning                     |              | Grödinge, Södermanland |                    | 59.172903, 17.748066 | 10002402560003 | Ladda upp en bild av detta fornminne      |
| Grödinge 256:4                                   | Stensättning                     |              | Grödinge, Södermanland |                    | 59.172943, 17.747875 | 10002402560004 | Ladda upp en bild av detta fornminne      |
| Grödinge 257:1                                   | Hög                              |              | Grödinge, Södermanland |                    | 59.172362, 17.747338 | 10002402570001 | Ladda upp en bild av detta fornminne      |
| Grödinge 263:1                                   | Gravfält                         |              | Grödinge, Södermanland |                    | 59.169854, 17.756283 | 10002402630001 | Ladda upp en bild av detta fornminne      |
| Grödinge 264:1                                   | Gravfält                         |              | Grödinge, Södermanland |                    | 59.176897, 17.763054 | 10002402640001 | Ladda upp en bild av detta fornminne      |
| Grödinge 266:1                                   | Hög                              |              | Grödinge, Södermanland |                    | 59.179470, 17.759361 | 10002402660001 | Ladda upp en bild av detta fornminne      |
| Grödinge 270:1                                   | Gravfält                         |              | Grödinge, Södermanland |                    | 59.174401, 17.769847 | 10002402700001 | Ladda upp en bild av detta fornminne      |
| Grödinge 271:1                                   | Gravfält                         |              | Grödinge, Södermanland |                    | 59.174955, 17.768275 | 10002402710001 | Ladda upp en bild av detta fornminne      |
| Grödinge 274:1                                   | Gravfält                         |              | Grödinge, Södermanland |                    | 59.169032, 17.733254 | 10002402740001 | Ladda upp en bild av detta fornminne      |
| Grödinge 274:3                                   | Hällristning                     |              | Grödinge, Södermanland |                    | 59.169021, 17.733183 | 10002402740003 | Ladda upp en bild av detta fornminne      |
| Grödinge 274:4                                   | Hällristning                     |              | Grödinge, Södermanland |                    | 59.169020, 17.733144 | 10002402740004 | Ladda upp en bild av detta fornminne      |
| Grödinge 274:5                                   | Hällristning                     |              | Grödinge, Södermanland |                    | 59.168989, 17.733710 | 10002402740005 | Ladda upp en bild av detta fornminne      |
| Grödinge 274:6                                   | Hällristning                     |              | Grödinge, Södermanland |                    | 59.168535, 17.735697 | 10002402740006 | Ladda upp en bild av detta fornminne      |
| Grödinge 274:7                                   | Hällristning                     |              | Grödinge, Södermanland |                    | 59.168491, 17.735570 | 10002402740007 | Ladda upp en bild av detta fornminne      |
| Grödinge 274:8                                   | Hällristning                     |              | Grödinge, Södermanland |                    | 59.168569, 17.735560 | 10002402740008 | Ladda upp en bild av detta fornminne      |
| Grödinge 275:1                                   | Gravfält                         |              | Grödinge, Södermanland |                    | 59.169443, 17.738870 | 10002402750001 | Ladda upp en bild av detta fornminne      |
| Grödinge 276:1                                   | Gravfält                         |              | Grödinge, Södermanland |                    | 59.168841, 17.739421 | 10002402760001 | Ladda upp en bild av detta fornminne      |
| Grödinge 276:2                                   | Hällristning                     |              | Grödinge, Södermanland |                    | 59.168922, 17.739383 | 10002402760002 | Ladda upp en bild av detta fornminne      |
| Grödinge 276:3                                   | Hällristning                     |              | Grödinge, Södermanland |                    | 59.168917, 17.739218 | 10002402760003 | Ladda upp en bild av detta fornminne      |
| Grödinge 276:4                                   | Hällristning                     |              | Grödinge, Södermanland |                    | 59.168923, 17.739540 | 10002402760004 | Ladda upp en bild av detta fornminne      |
| Grödinge 277:1                                   | Stensättning                     |              | Grödinge, Södermanland |                    | 59.169256, 17.741614 | 10002402770001 | Ladda upp en bild av detta fornminne      |
| Grödinge 278:1                                   | Grav- och boplatsområde          |              | Grödinge, Södermanland |                    | 59.168486, 17.745036 | 10002402780001 | Ladda upp en bild av detta fornminne      |
| Södermanlands runinskrifter 296 (Grödinge 280:1) | Runristning                      |              | Grödinge, Södermanland | Skälby/Lövstalund  | 59.166252, 17.742451 | 10002402800001 | Ladda upp en till bild av detta fornminne |
| Grödinge 280:2                                   | Grav markerad av sten/block      |              | Grödinge, Södermanland |                    | 59.166418, 17.741911 | 10002402800002 | Ladda upp en bild av detta fornminne      |
| Vårsta gamla tomt (Grödinge 282:1)               | Gravfält                         |              | Grödinge, Södermanland |                    | 59.166437, 17.759735 | 10002402820001 | Ladda upp en bild av detta fornminne      |
| Grödinge 283:1                                   | Gravfält                         |              | Grödinge, Södermanland |                    | 59.167093, 17.760429 | 10002402830001 | Ladda upp en bild av detta fornminne      |
| Grödinge 284:1                                   | Hög                              |              | Grödinge, Södermanland |                    | 59.171966, 17.749423 | 10002402840001 | Ladda upp en bild av detta fornminne      |
| Grödinge 289:1                                   | Stensättning                     |              | Grödinge, Södermanland |                    | 59.167526, 17.751142 | 10002402890001 | Ladda upp en bild av detta fornminne      |
| Grödinge 290:1                                   | Stensättning                     |              | Grödinge, Södermanland |                    | 59.166693, 17.746456 | 10002402900001 | Ladda upp en bild av detta fornminne      |
| Grödinge 290:2                                   | Stensättning                     |              | Grödinge, Södermanland |                    | 59.166694, 17.746824 | 10002402900002 | Ladda upp en bild av detta fornminne      |
| Grödinge 291:1                                   | Gravfält                         |              | Grödinge, Södermanland |                    | 59.170168, 17.758889 | 10002402910001 | Ladda upp en bild av detta fornminne      |
| Grödinge 294:1                                   | Stensättning                     |              | Grödinge, Södermanland |                    | 59.159152, 17.739896 | 10002402940001 | Ladda upp en bild av detta fornminne      |
| Grödinge 294:2                                   | Stensättning                     |              | Grödinge, Södermanland |                    | 59.159161, 17.739726 | 10002402940002 | Ladda upp en bild av detta fornminne      |
| Grödinge 294:3                                   | Stensättning                     |              | Grödinge, Södermanland |                    | 59.159190, 17.739535 | 10002402940003 | Ladda upp en bild av detta fornminne      |
| Grödinge 295:1                                   | Gravfält                         |              | Grödinge, Södermanland |                    | 59.160426, 17.740705 | 10002402950001 | Ladda upp en bild av detta fornminne      |
| Grödinge 301:1                                   | Hällristning                     |              | Grödinge, Södermanland |                    | 59.125291, 17.752505 | 10002403010001 | Ladda upp en bild av detta fornminne      |
| Grödinge 302:1                                   | Hällristning                     |              | Grödinge, Södermanland |                    | 59.126381, 17.761802 | 10002403020001 | Ladda upp en bild av detta fornminne      |
| Grödinge 304:1                                   | Gravhägnad                       |              | Grödinge, Södermanland |                    | 59.125509, 17.762590 | 10002403040001 | Ladda upp en bild av detta fornminne      |
| Grödinge 305:1                                   | Stensättning                     |              | Grödinge, Södermanland |                    | 59.139532, 17.745286 | 10002403050001 | Ladda upp en bild av detta fornminne      |
| Grödinge 307:1                                   | Stensättning                     |              | Grödinge, Södermanland |                    | 59.116180, 17.743185 | 10002403070001 | Ladda upp en bild av detta fornminne      |
| Nässkansen (Grödinge 327:1)                      | Fästning/skans                   |              | Grödinge, Södermanland |                    | 59.052496, 17.694809 | 10002403270001 | Ladda upp en till bild av detta fornminne |
| Grödinge 331:1                                   | Röse                             |              | Grödinge, Södermanland |                    | 59.062537, 17.737241 | 10002403310001 | Ladda upp en bild av detta fornminne      |
| Grödinge 342:1                                   | Röse                             |              | Grödinge, Södermanland |                    | 59.111728, 17.709201 | 10002403420001 | Ladda upp en bild av detta fornminne      |
| Grödinge 344:1                                   | Stensättning                     |              | Grödinge, Södermanland |                    | 59.133098, 17.859613 | 10002403440001 | Ladda upp en bild av detta fornminne      |
| Grödinge 345:1                                   | Hög                              |              | Grödinge, Södermanland |                    | 59.127803, 17.875164 | 10002403450001 | Ladda upp en bild av detta fornminne      |
| Grödinge 345:2                                   | Stensättning                     |              | Grödinge, Södermanland |                    | 59.127762, 17.875405 | 10002403450002 | Ladda upp en bild av detta fornminne      |
| Grödinge 345:3                                   | Hög                              |              | Grödinge, Södermanland |                    | 59.127820, 17.875602 | 10002403450003 | Ladda upp en bild av detta fornminne      |
| Grödinge 346:1                                   | Stensättning                     |              | Grödinge, Södermanland |                    | 59.126075, 17.856629 | 10002403460001 | Ladda upp en bild av detta fornminne      |
| Grödinge 346:2                                   | Stensättning                     |              | Grödinge, Södermanland |                    | 59.126135, 17.856789 | 10002403460002 | Ladda upp en bild av detta fornminne      |
| Grödinge 346:3                                   | Stensättning                     |              | Grödinge, Södermanland |                    | 59.126191, 17.856688 | 10002403460003 | Ladda upp en bild av detta fornminne      |
| Grödinge 362:1                                   | Stensättning                     |              | Grödinge, Södermanland |                    | 59.131229, 17.847021 | 10002403620001 | Ladda upp en bild av detta fornminne      |
| Grödinge 362:2                                   | Stensättning                     |              | Grödinge, Södermanland |                    | 59.131458, 17.846429 | 10002403620002 | Ladda upp en bild av detta fornminne      |
| Grödinge 362:3                                   | Stensättning                     |              | Grödinge, Södermanland |                    | 59.131328, 17.846628 | 10002403620003 | Ladda upp en bild av detta fornminne      |
| Grödinge 364:1                                   | Stensättning                     |              | Grödinge, Södermanland |                    | 59.102932, 17.844909 | 10002403640001 | Ladda upp en bild av detta fornminne      |
| Grödinge 366:1                                   | Röse                             |              | Grödinge, Södermanland |                    | 59.137803, 17.900606 | 10002403660001 | Ladda upp en bild av detta fornminne      |
| Grödinge 367:1                                   | Gravfält                         |              | Grödinge, Södermanland |                    | 59.122601, 17.814877 | 10002403670001 | Ladda upp en bild av detta fornminne      |
| Grödinge 372:1                                   | Stensättning                     |              | Grödinge, Södermanland |                    | 59.150261, 17.806910 | 10002403720001 | Ladda upp en bild av detta fornminne      |
| Grödinge 373:1                                   | Hällristning                     |              | Grödinge, Södermanland |                    | 59.168765, 17.744615 | 10002403730001 | Ladda upp en bild av detta fornminne      |
| Grödinge 375:1                                   | Gravfält                         |              | Grödinge, Södermanland |                    | 59.153930, 17.742194 | 10002403750001 | Ladda upp en bild av detta fornminne      |
| Grödinge 376:1                                   | Stensättning                     |              | Grödinge, Södermanland |                    | 59.154392, 17.740227 | 10002403760001 | Ladda upp en bild av detta fornminne      |
| Grödinge 377:1                                   | Stensättning                     |              | Grödinge, Södermanland |                    | 59.163146, 17.745958 | 10002403770001 | Ladda upp en bild av detta fornminne      |
| Grödinge 377:2                                   | Stensättning                     |              | Grödinge, Södermanland |                    | 59.163203, 17.745788 | 10002403770002 | Ladda upp en bild av detta fornminne      |
| Grödinge 378:1                                   | Stensättning                     |              | Grödinge, Södermanland |                    | 59.148849, 17.739742 | 10002403780001 | Ladda upp en bild av detta fornminne      |
| Grödinge 379:1                                   | Stensättning                     |              | Grödinge, Södermanland |                    | 59.148638, 17.750809 | 10002403790001 | Ladda upp en bild av detta fornminne      |
| Grödinge 380:1                                   | Röse                             |              | Grödinge, Södermanland |                    | 59.149255, 17.746349 | 10002403800001 | Ladda upp en bild av detta fornminne      |
| Grödinge 380:2                                   | Röse                             |              | Grödinge, Södermanland |                    | 59.149295, 17.746999 | 10002403800002 | Ladda upp en bild av detta fornminne      |
| Grödinge 380:3                                   | Röse                             |              | Grödinge, Södermanland |                    | 59.149008, 17.746929 | 10002403800003 | Ladda upp en bild av detta fornminne      |
| Grödinge 380:4                                   | Stensättning                     |              | Grödinge, Södermanland |                    | 59.148957, 17.747234 | 10002403800004 | Ladda upp en bild av detta fornminne      |
| Grödinge 381:1                                   | Stensättning                     |              | Grödinge, Södermanland |                    | 59.161300, 17.744041 | 10002403810001 | Ladda upp en bild av detta fornminne      |
| Grödinge 385:1                                   | Gravfält                         |              | Grödinge, Södermanland |                    | 59.170647, 17.780903 | 10002403850001 | Ladda upp en bild av detta fornminne      |
| Grödinge 386:1                                   | Stensättning                     |              | Grödinge, Södermanland |                    | 59.162131, 17.772742 | 10002403860001 | Ladda upp en bild av detta fornminne      |
| Grödinge 394:1                                   | Gravfält                         |              | Grödinge, Södermanland |                    | 59.130586, 17.833576 | 10002403940001 | Ladda upp en bild av detta fornminne      |
| Grödinge 395:1                                   | Fornborg                         |              | Grödinge, Södermanland |                    | 59.129859, 17.838759 | 10002403950001 | Ladda upp en bild av detta fornminne      |
| Grödinge 397:1                                   | Hög                              |              | Grödinge, Södermanland |                    | 59.130512, 17.842274 | 10002403970001 | Ladda upp en bild av detta fornminne      |
| Fiolberget (Grödinge 400:1)                      | Stensättning                     |              | Grödinge, Södermanland |                    | 59.142271, 17.804565 | 10002404000001 | Ladda upp en bild av detta fornminne      |
| Grödinge 402:1                                   | Hög                              |              | Grödinge, Södermanland |                    | 59.137912, 17.834523 | 10002404020001 | Ladda upp en bild av detta fornminne      |
| Grödinge 402:2                                   | Stensättning                     |              | Grödinge, Södermanland |                    | 59.137977, 17.834843 | 10002404020002 | Ladda upp en bild av detta fornminne      |
| Grödinge 403:1                                   | Gravfält                         |              | Grödinge, Södermanland |                    | 59.137418, 17.835962 | 10002404030001 | Ladda upp en bild av detta fornminne      |
| Grödinge 404:1                                   | Gravfält                         |              | Grödinge, Södermanland |                    | 59.131233, 17.839542 | 10002404040001 | Ladda upp en bild av detta fornminne      |
| Grödinge 405:1                                   | Grav markerad av sten/block      |              | Grödinge, Södermanland |                    | 59.130100, 17.830502 | 10002404050001 | Ladda upp en bild av detta fornminne      |
| Grödinge 406:1                                   | Gravfält                         |              | Grödinge, Södermanland |                    | 59.128659, 17.827537 | 10002404060001 | Ladda upp en bild av detta fornminne      |
| Grödinge 410:1                                   | Gravfält                         |              | Grödinge, Södermanland |                    | 59.160615, 17.762227 | 10002404100001 | Ladda upp en bild av detta fornminne      |
| Grödinge 411:1                                   | Stensättning                     |              | Grödinge, Södermanland |                    | 59.161182, 17.749943 | 10002404110001 | Ladda upp en bild av detta fornminne      |
| Grödinge 412:3                                   | Hällristning                     |              | Grödinge, Södermanland |                    | 59.159292, 17.749248 | 10002404120003 | Ladda upp en bild av detta fornminne      |
| Grödinge 414:1                                   | Gravfält                         |              | Grödinge, Södermanland |                    | 59.157772, 17.757261 | 10002404140001 | Ladda upp en bild av detta fornminne      |
| Grödinge 416:1                                   | Stensättning                     |              | Grödinge, Södermanland |                    | 59.156406, 17.749344 | 10002404160001 | Ladda upp en bild av detta fornminne      |
| Grödinge 416:3                                   | Hällristning                     |              | Grödinge, Södermanland |                    | 59.156391, 17.749563 | 10002404160003 | Ladda upp en bild av detta fornminne      |
| Grödinge 417:1                                   | Röse                             |              | Grödinge, Södermanland |                    | 59.153948, 17.744580 | 10002404170001 | Ladda upp en bild av detta fornminne      |
| Grödinge 418:1                                   | Hög                              |              | Grödinge, Södermanland |                    | 59.153144, 17.743937 | 10002404180001 | Ladda upp en bild av detta fornminne      |
| Grödinge 419:1                                   | Gravfält                         |              | Grödinge, Södermanland |                    | 59.152603, 17.742436 | 10002404190001 | Ladda upp en bild av detta fornminne      |
| Grödinge 421:1                                   | Gravfält                         |              | Grödinge, Södermanland |                    | 59.155695, 17.740126 | 10002404210001 | Ladda upp en bild av detta fornminne      |
| Grödinge 422:1                                   | Stensättning                     |              | Grödinge, Södermanland |                    | 59.157589, 17.739747 | 10002404220001 | Ladda upp en bild av detta fornminne      |
| Grödinge 424:1                                   | Gravfält                         |              | Grödinge, Södermanland |                    | 59.154174, 17.753716 | 10002404240001 | Ladda upp en bild av detta fornminne      |
| Grödinge 425:1                                   | Stensättning                     |              | Grödinge, Södermanland |                    | 59.153657, 17.752859 | 10002404250001 | Ladda upp en bild av detta fornminne      |
| Grödinge 426:1                                   | Gravfält                         |              | Grödinge, Södermanland |                    | 59.160275, 17.742432 | 10002404260001 | Ladda upp en bild av detta fornminne      |
| Grödinge 428:1                                   | Stensättning                     |              | Grödinge, Södermanland |                    | 59.154812, 17.742832 | 10002404280001 | Ladda upp en bild av detta fornminne      |
| Grödinge 428:2                                   | Stensättning                     |              | Grödinge, Södermanland |                    | 59.154795, 17.743197 | 10002404280002 | Ladda upp en bild av detta fornminne      |
| Grödinge 430:1                                   | Röse                             |              | Grödinge, Södermanland |                    | 59.149621, 17.744368 | 10002404300001 | Ladda upp en bild av detta fornminne      |
| Grödinge 434:1                                   | Gravfält                         |              | Grödinge, Södermanland |                    | 59.159318, 17.741986 | 10002404340001 | Ladda upp en bild av detta fornminne      |
| Grödinge 435:1                                   | Hög                              |              | Grödinge, Södermanland |                    | 59.159296, 17.743660 | 10002404350001 | Ladda upp en bild av detta fornminne      |
| Grödinge 437:1                                   | Gravfält                         |              | Grödinge, Södermanland |                    | 59.161319, 17.742798 | 10002404370001 | Ladda upp en bild av detta fornminne      |
| Grödinge 438:1                                   | Stensättning                     |              | Grödinge, Södermanland |                    | 59.164312, 17.745538 | 10002404380001 | Ladda upp en bild av detta fornminne      |
| Grödinge 441:1                                   | Gravfält                         |              | Grödinge, Södermanland |                    | 59.160607, 17.767630 | 10002404410001 | Ladda upp en bild av detta fornminne      |
| Grödinge 443:1                                   | Gravfält                         |              | Grödinge, Södermanland |                    | 59.154906, 17.770364 | 10002404430001 | Ladda upp en bild av detta fornminne      |
| Grödinge 444:1                                   | Gravfält                         |              | Grödinge, Södermanland |                    | 59.158530, 17.781523 | 10002404440001 | Ladda upp en bild av detta fornminne      |
| Grödinge 451:1                                   | Gravfält                         |              | Grödinge, Södermanland |                    | 59.166708, 17.764171 | 10002404510001 | Ladda upp en bild av detta fornminne      |
| Grödinge 452:1                                   | Gravfält                         |              | Grödinge, Södermanland |                    | 59.169422, 17.772904 | 10002404520001 | Ladda upp en bild av detta fornminne      |
| Grödinge 453:1                                   | Stensättning                     |              | Grödinge, Södermanland |                    | 59.132589, 17.858607 | 10002404530001 | Ladda upp en bild av detta fornminne      |
| Grödinge 464:1                                   | Gravfält                         |              | Grödinge, Södermanland |                    | 59.123706, 17.850398 | 10002404640001 | Ladda upp en bild av detta fornminne      |
| Grödinge 469:1                                   | Hög                              |              | Grödinge, Södermanland |                    | 59.105708, 17.864425 | 10002404690001 | Ladda upp en bild av detta fornminne      |
| Grödinge 469:2                                   | Hög                              |              | Grödinge, Södermanland |                    | 59.105557, 17.864325 | 10002404690002 | Ladda upp en bild av detta fornminne      |
| Grödinge 472:1                                   | Stensättning                     |              | Grödinge, Södermanland |                    | 59.171241, 17.776331 | 10002404720001 | Ladda upp en bild av detta fornminne      |
| Grödinge 473:1                                   | Stensättning                     |              | Grödinge, Södermanland |                    | 59.166383, 17.744736 | 10002404730001 | Ladda upp en bild av detta fornminne      |
| Grödinge 474:1                                   | Stensättning                     |              | Grödinge, Södermanland |                    | 59.152763, 17.751600 | 10002404740001 | Ladda upp en bild av detta fornminne      |
| Grödinge 475:1                                   | Gravfält                         |              | Grödinge, Södermanland |                    | 59.159417, 17.778061 | 10002404750001 | Ladda upp en bild av detta fornminne      |
| Grödinge 476:1                                   | Gravfält                         |              | Grödinge, Södermanland |                    | 59.159213, 17.776410 | 10002404760001 | Ladda upp en bild av detta fornminne      |
| Grödinge 479:1                                   | Hög                              |              | Grödinge, Södermanland |                    | 59.127628, 17.824964 | 10002404790001 | Ladda upp en bild av detta fornminne      |
| Grödinge 479:2                                   | Stensättning                     |              | Grödinge, Södermanland |                    | 59.127528, 17.825008 | 10002404790002 | Ladda upp en bild av detta fornminne      |
| Grödinge 491:1                                   | Gravfält                         |              | Grödinge, Södermanland |                    | 59.110657, 17.724121 | 10002404910001 | Ladda upp en bild av detta fornminne      |
| Grödinge 492:1                                   | Stensättning                     |              | Grödinge, Södermanland |                    | 59.110178, 17.721728 | 10002404920001 | Ladda upp en bild av detta fornminne      |
| Grödinge 492:2                                   | Stensättning                     |              | Grödinge, Södermanland |                    | 59.110183, 17.721904 | 10002404920002 | Ladda upp en bild av detta fornminne      |
| Grödinge 493:1                                   | Gravfält                         |              | Grödinge, Södermanland |                    | 59.111353, 17.720402 | 10002404930001 | Ladda upp en bild av detta fornminne      |
| Grödinge 494:1                                   | Hög                              |              | Grödinge, Södermanland |                    | 59.112378, 17.717396 | 10002404940001 | Ladda upp en bild av detta fornminne      |
| Grödinge 496:1                                   | Stensättning                     |              | Grödinge, Södermanland |                    | 59.111718, 17.722752 | 10002404960001 | Ladda upp en bild av detta fornminne      |
| Grödinge 497:1                                   | Hög                              |              | Grödinge, Södermanland |                    | 59.109800, 17.719792 | 10002404970001 | Ladda upp en bild av detta fornminne      |
| Grödinge 497:2                                   | Stensättning                     |              | Grödinge, Södermanland |                    | 59.109777, 17.720000 | 10002404970002 | Ladda upp en bild av detta fornminne      |
| Grödinge 497:3                                   | Stensättning                     |              | Grödinge, Södermanland |                    | 59.109709, 17.719819 | 10002404970003 | Ladda upp en bild av detta fornminne      |
| Grödinge 498:1                                   | Stensättning                     |              | Grödinge, Södermanland |                    | 59.103707, 17.709592 | 10002404980001 | Ladda upp en bild av detta fornminne      |
| Grödinge 499:1                                   | Gravfält                         |              | Grödinge, Södermanland |                    | 59.104657, 17.705949 | 10002404990001 | Ladda upp en bild av detta fornminne      |
| Grödinge 500:1                                   | Stensättning                     |              | Grödinge, Södermanland |                    | 59.103849, 17.706863 | 10002405000001 | Ladda upp en bild av detta fornminne      |
| Grödinge 502:1                                   | Gravfält                         |              | Grödinge, Södermanland |                    | 59.099109, 17.715051 | 10002405020001 | Ladda upp en bild av detta fornminne      |
| Grödinge 507:1                                   | Fornborg                         |              | Grödinge, Södermanland |                    | 59.095308, 17.695339 | 10002405070001 | Ladda upp en bild av detta fornminne      |
| Grödinge 508:1                                   | Gravfält                         |              | Grödinge, Södermanland |                    | 59.095550, 17.692377 | 10002405080001 | Ladda upp en bild av detta fornminne      |
| Grödinge 509:1                                   | Stensättning                     |              | Grödinge, Södermanland |                    | 59.095716, 17.690977 | 10002405090001 | Ladda upp en bild av detta fornminne      |
| Grödinge 511:1                                   | Gravfält                         |              | Grödinge, Södermanland |                    | 59.095982, 17.687404 | 10002405110001 | Ladda upp en bild av detta fornminne      |
| Grödinge 513:1                                   | Röse                             |              | Grödinge, Södermanland |                    | 59.098464, 17.682985 | 10002405130001 | Ladda upp en bild av detta fornminne      |
| Grödinge 513:2                                   | Stensättning                     |              | Grödinge, Södermanland |                    | 59.098590, 17.682806 | 10002405130002 | Ladda upp en bild av detta fornminne      |
| Grödinge 516:1                                   | Röse                             |              | Grödinge, Södermanland |                    | 59.095780, 17.684219 | 10002405160001 | Ladda upp en bild av detta fornminne      |
| Grödinge 518:1                                   | Stensättning                     |              | Grödinge, Södermanland |                    | 59.106314, 17.711074 | 10002405180001 | Ladda upp en bild av detta fornminne      |
| Grödinge 518:2                                   | Stensättning                     |              | Grödinge, Södermanland |                    | 59.106191, 17.711361 | 10002405180002 | Ladda upp en bild av detta fornminne      |
| Grödinge 519:1                                   | Stensättning                     |              | Grödinge, Södermanland |                    | 59.111984, 17.697417 | 10002405190001 | Ladda upp en bild av detta fornminne      |
| Norrgastenen/Sö SB1965;20 (Grödinge 522:1)       | Runristning                      |              | Grödinge, Södermanland | Norrga             | 59.141554, 17.840972 | 10002405220001 | Ladda upp en till bild av detta fornminne |
| Grödinge 525:1                                   | Fornborg                         |              | Grödinge, Södermanland |                    | 59.152620, 17.747936 | 10002405250001 | Ladda upp en bild av detta fornminne      |
| Sö ATA4207/71 (Grödinge 531:1)                   | Runristning                      |              | Grödinge, Södermanland | Tyttinge gård      | 59.159487, 17.743543 | 10002405310001 | Ladda upp en bild av detta fornminne      |
| Grödinge 559:1                                   | Gravfält                         |              | Grödinge, Södermanland |                    | 59.170081, 17.779249 | 10002405590001 | Ladda upp en bild av detta fornminne      |
| Grödinge 560:1                                   | Gravfält                         |              | Grödinge, Södermanland |                    | 59.161642, 17.846325 | 10002405600001 | Ladda upp en bild av detta fornminne      |
| Grödinge 580:1                                   | Hällristning                     |              | Grödinge, Södermanland |                    | 59.121895, 17.749234 | 10002405800001 | Ladda upp en bild av detta fornminne      |
| Grödinge 580:2                                   | Hällristning                     |              | Grödinge, Södermanland |                    | 59.122012, 17.749240 | 10002405800002 | Ladda upp en bild av detta fornminne      |
| Grödinge 580:3                                   | Hällristning                     |              | Grödinge, Södermanland |                    | 59.122019, 17.748965 | 10002405800003 | Ladda upp en bild av detta fornminne      |
| Grödinge 581:1                                   | Hällristning                     |              | Grödinge, Södermanland |                    | 59.119147, 17.738561 | 10002405810001 | Ladda upp en bild av detta fornminne      |
| Grödinge 582:1                                   | Fornborg                         |              | Grödinge, Södermanland |                    | 59.150801, 17.794715 | 10002405820001 | Ladda upp en bild av detta fornminne      |
| Grödinge 584:1                                   | Hällristning                     |              | Grödinge, Södermanland |                    | 59.143583, 17.824384 | 10002405840001 | Ladda upp en bild av detta fornminne      |
| Grödinge 595:1                                   | Hällristning                     |              | Grödinge, Södermanland |                    | 59.157582, 17.754567 | 10002405950001 | Ladda upp en bild av detta fornminne      |
| Grödinge 596:1                                   | Hällristning                     |              | Grödinge, Södermanland |                    | 59.157254, 17.754434 | 10002405960001 | Ladda upp en bild av detta fornminne      |
| Grödinge 596:2                                   | Hällristning                     |              | Grödinge, Södermanland |                    | 59.157345, 17.754341 | 10002405960002 | Ladda upp en bild av detta fornminne      |
| Grödinge 596:3                                   | Hällristning                     |              | Grödinge, Södermanland |                    | 59.157334, 17.754557 | 10002405960003 | Ladda upp en bild av detta fornminne      |
| Grödinge 597:1                                   | Hällristning                     |              | Grödinge, Södermanland |                    | 59.156399, 17.753056 | 10002405970001 | Ladda upp en bild av detta fornminne      |
| Grödinge 598:1                                   | Hällristning                     |              | Grödinge, Södermanland |                    | 59.156383, 17.750525 | 10002405980001 | Ladda upp en bild av detta fornminne      |
| Grödinge 605:1                                   | Hällristning                     |              | Grödinge, Södermanland |                    | 59.140093, 17.802599 | 10002406050001 | Ladda upp en bild av detta fornminne      |
| Grödinge 606:2                                   | Stensättning                     |              | Grödinge, Södermanland |                    | 59.115713, 17.740051 | 10002406060002 | Ladda upp en bild av detta fornminne      |
| Grödinge 606:3                                   | Stensättning                     |              | Grödinge, Södermanland |                    | 59.115583, 17.740034 | 10002406060003 | Ladda upp en bild av detta fornminne      |
| Grödinge 606:4                                   | Stensättning                     |              | Grödinge, Södermanland |                    | 59.115435, 17.740306 | 10002406060004 | Ladda upp en bild av detta fornminne      |
| Grödinge 607:1                                   | Hällristning                     |              | Grödinge, Södermanland |                    | 59.115779, 17.737586 | 10002406070001 | Ladda upp en bild av detta fornminne      |
| Grödinge 610:1                                   | Hällristning                     |              | Grödinge, Södermanland |                    | 59.143652, 17.817307 | 10002406100001 | Ladda upp en bild av detta fornminne      |
| Grödinge 628                                     | Hällristning                     |              | Grödinge, Södermanland |                    | 59.125144, 17.753174 | 12000000002898 | Ladda upp en bild av detta fornminne      |
| Grödinge 629                                     | Hällristning                     |              | Grödinge, Södermanland |                    | 59.169277, 17.745076 | 12000000002979 | Ladda upp en bild av detta fornminne      |
| Grödinge 630                                     | Hällristning                     |              | Grödinge, Södermanland |                    | 59.169600, 17.745039 | 12000000002982 | Ladda upp en bild av detta fornminne      |
| Grödinge 631                                     | Hällristning                     |              | Grödinge, Södermanland |                    | 59.169268, 17.745815 | 12000000002984 | Ladda upp en bild av detta fornminne      |
| Rödmossen (Grödinge 643)                         | Lägenhetsbebyggelse              |              | Grödinge, Södermanland |                    | 59.173131, 17.865834 | 12000000027988 | Ladda upp en bild av detta fornminne      |
| Stenvikstorp (Grödinge 692)                      | Lägenhetsbebyggelse              |              | Grödinge, Södermanland |                    | 59.158002, 17.893230 | 12000000028283 | Ladda upp en bild av detta fornminne      |
| Sandvik (Grödinge 698)                           | Lägenhetsbebyggelse              |              | Grödinge, Södermanland |                    | 59.156226, 17.883103 | 12000000028289 | Ladda upp en bild av detta fornminne      |
| Grödinge 722                                     | Husgrund, förhistorisk/medeltida |              | Grödinge, Södermanland |                    | 59.153442, 17.911933 | 12000000028319 | Ladda upp en bild av detta fornminne      |

## Salem
| Namn        | Lämningstyp  | Tillkomsttid | Historisk indelning | Plats | Läge                 | ID-nr          | Bild                                 |
| ----------- | ------------ | ------------ | ------------------- | ----- | -------------------- | -------------- | ------------------------------------ |
| Salem 315:1 | Hällristning |              | Salem, Södermanland |       | 59.212800, 17.788442 | 10007603150001 | Ladda upp en bild av detta fornminne |